# Santería

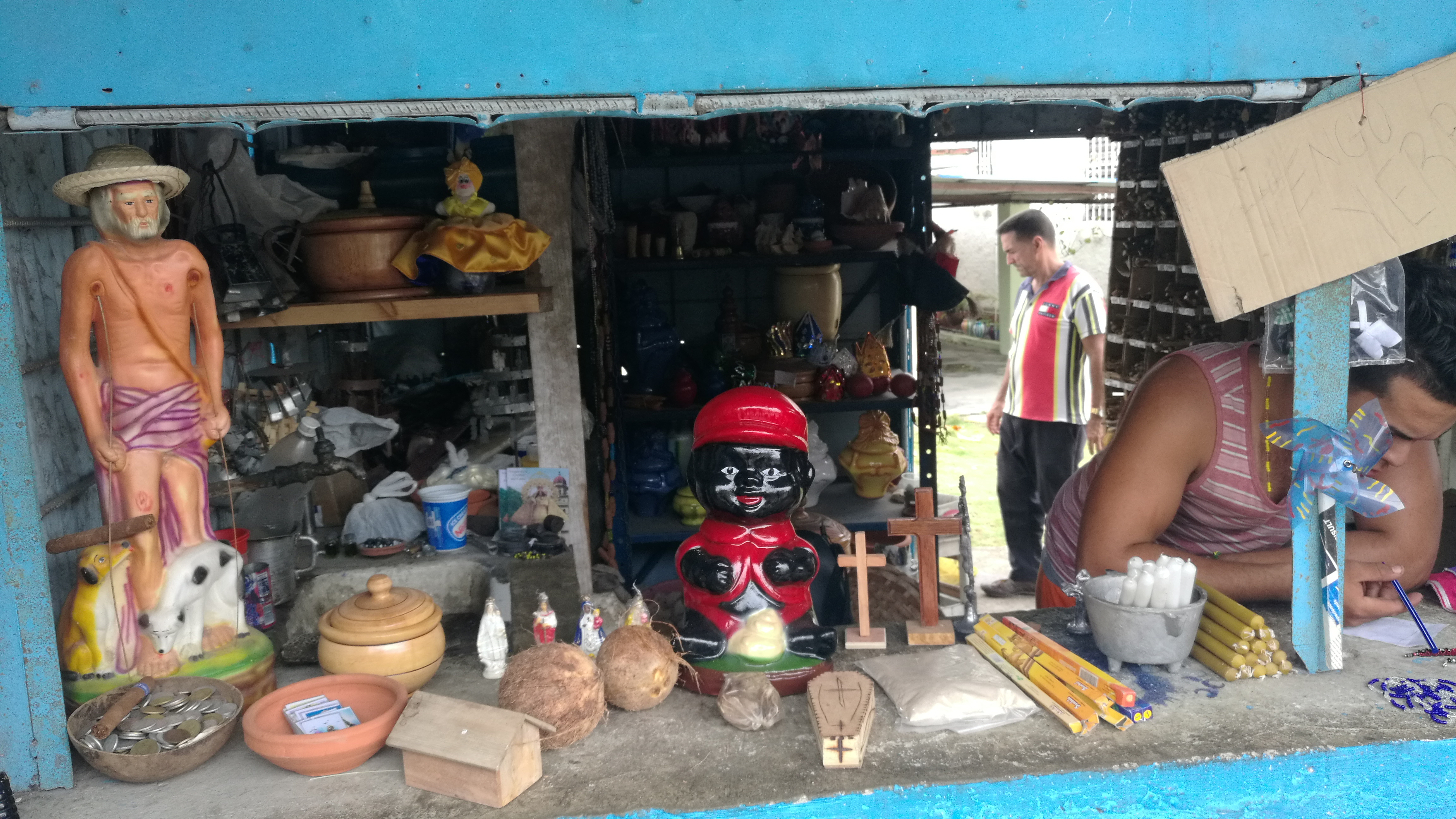
Puesto de santería en Cuba

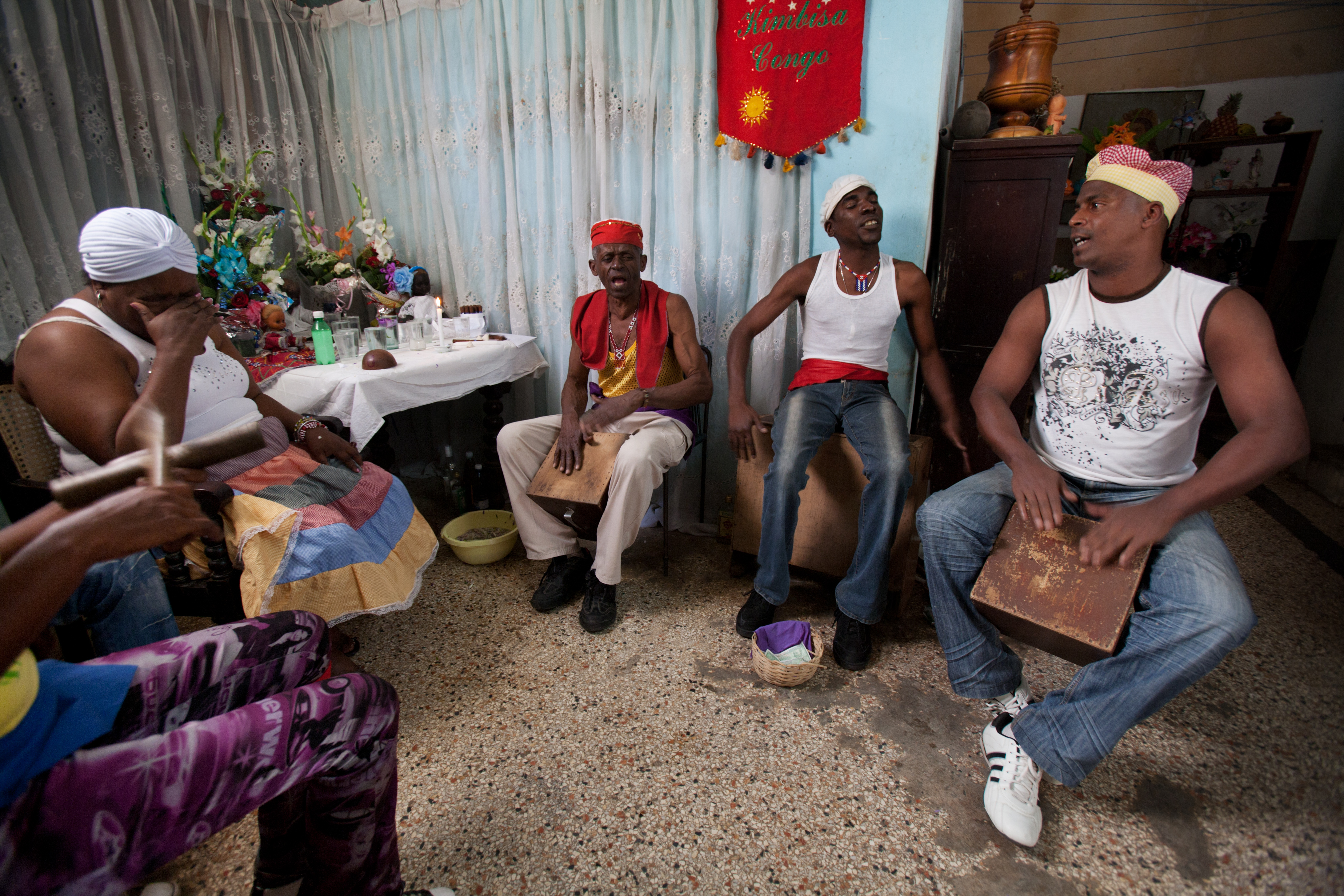
Santería en Cuba. Ceremonia de «Cajón de muertos».

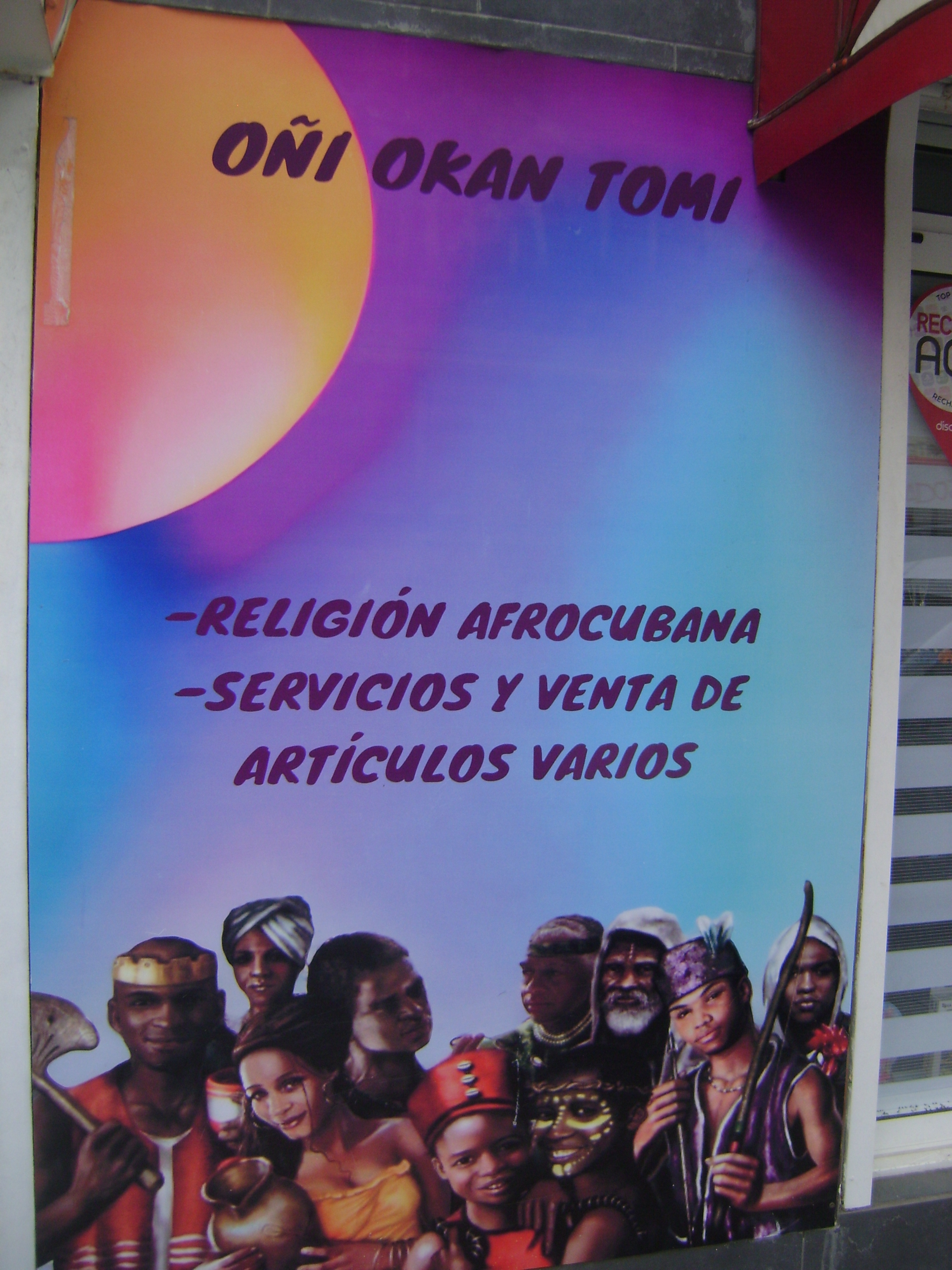
Tienda de productos afrocubanos en La Coruña, Galicia, (España).

La santería, culto lucumí o Regla de Osha, Regla Lucumí, Lucumí u Orisha es una religión de la diáspora africana desarrollada en Cuba a fines del siglo XIX. Sus creencias derivan directamente de la cultura y religión yoruba, de origen africano, que en algunas zonas de la América española se sincretizaron con el catolicismo implantado por la monarquía hispánica, así como con el espiritismo. No hay una autoridad central que controle la santería y existe una gran diversidad entre los practicantes, que se conocen como creyentes.entre los que se encuentran diferentes grados de iniciación como aleyos, oloshas y babalawos.
La santería es politeísta y gira en torno a deidades llamadas orishas. Estas derivan sus nombres y atributos de las divinidades tradicionales yoruba y son sincretizadas con santos católicos. Se cree que cada ser humano tiene un vínculo personal con un orisha concreto que influye en su personalidad y destino y una vez que se realizan ciertos pasos y ya es de conocimiento para la persona quien es su orisha tutelar, este pasa a ser su guía. Se narran varios mitos sobre estos orishas que se consideran una parte de Olodumare, una deidad creadora trascendente. Se cree que Olodumare es la fuente última del aché( la fuerza sobrenatural que impregna el universo y que se invoca a través de ciertos rituales y ofrendas a través de los Orishas). Los practicantes veneran a los orisha en altares, ya sea en el hogar o en la casa (templo) o en los lugares naturales donde se manifiesta su energía primogenia. Los receptáculo de orisha llegan a estar en posesión de la persona cuando está ya se inició en un proceso que se llama kariosha dónde después de un periodo bajo normas y cumplimientos la persona pasa a ser Olosha (santero o santera) y luego expande su casa religiosa según las costumbres y tradición de sus mayores que le iniciaron. No siempre la pertenencia a una casa religiosa requiere una iniciación. Las ofrendas a los orisha incluyen velas, fruta, licor, flores obediencia y en casos específicos el sacrificio de algún animal específico el cual después del ritual es apto para el consumo. Un ritual central es el toque al orisha, una fiesta realizada con tambores o güiros en el que los practicantes cantan y bailan en honor a un orisha y llaman a sus divinas espiritualidades ya que en la creencia la música libera y purifica el alma de los presentes. Se utilizan varias formas de adivinación u oráculos principalmente el diloggún de orisha manejado por los oloshas y por los mayores sacerdotes dentro del campo de la santería "los Oriateces" y el oráculo de Ifá el ekueke o okpele manejado por los mayores sacerdotes de Ifá los babalawos para descifrar los mensajes de los orishas. También se hacen ofrendas a los espíritus de los ancestros principalmente a los precursores de la santería en Cuba y los ancestros familiares, y algunos practicantes se identifican como médiums espirituales y trabajan el campo espiritual directamente a través de lo que se conoce como misa espiritual, ceremonia de purificación muy ligada al catolicismo donde se busca realzar con la luz divina a X espíritu en pos de que su nuevo paso en araorun(reino espiritual) siempre sea  llevadero y puro. Otros rituales dentro de tan bella religión son los de curación y la preparación de remedios herbales y talismanes que  desempeñan asimismo un papel importante.
La santería se desarrolló como el culto propio de los afrocubanos, cuyos antepasados habían sido esclavizados durante la época colonial, entre los siglos XVI y XIX. Forma parte del grupo de religiones afroamericanas. La santería comenzó a ser practicada por los antiguos esclavos negros y sus descendientes en la mitad occidental de la isla de Cuba (La Habana), esta religión reformada en Cuba que busca la unificación entre sus practicantes es la que más se extendió hasta el oriente del país  y luego por las demás colonias a la llegada de los yoruba en el Caribe (Puerto Rico, República Dominicana, Venezuela y Panamá) la santería cubana hoy se practica en la mayoría de países del mundo como México, Argentina, Nicaragua, Colombia, Chile, Perú, inclusive gran parte del continente asiático y europeo. Se formó a partir de la mezcla de las religiones tradicionales traídas a Cuba por los africanos occidentales esclavizados, la mayoría de ellos yoruba, y el catolicismo, la única religión legalmente permitida en la isla por el gobierno colonial español. En las zonas urbanas del occidente de Cuba, estas tradiciones se fusionaron con ideas espiritistas para formar las primeras casas a finales del siglo XIX. En la Cuba colonial, sus rituales se debían practicar en la clandestinidad porque era marginalizada y perseguida por el yugo de la Iglesia católica. Después de que la guerra de Independencia cubana diera lugar a una república independiente en 1898, su nueva constitución consagró la libertad de culto. Sin embargo, la santería siguió siendo marginada por el establecimiento católico y eurocubano de Cuba, que la consideraba brujería.  En la década de 1960, la creciente emigración que siguió a la Revolución cubana provocó la emigración de santeros a España, los Estados Unidos e Italia, entre otros, difundiendo la santería en el extranjero. El comunismo trajo consigo la secularización, de manera que desde mitad del siglo XX su consideración social ha cambiado favorablemente y ahora muchos santeros de todo el mundo peregrinan a la isla de Cuba. A finales del siglo XX, la santería se vinculó cada vez más con tradiciones afines de África Occidental y América, como el vudú haitiano y el candomblé brasileño. Desde finales del siglo XX, algunos practicantes han hecho hincapié en un proceso de «yorubización» para eliminar las influencias católicas y crear formas de santería más cercanas a la religión tradicional yoruba sin perder la esencia de la santería legada a los descendientes cubanos de los africanos que hicieron dichas fusiones para evitar perder su culto y deidades.
Actualmente, las religiones principales en Cuba son la religión católica y la Santería Afrocubana o yoruba criolla, sin que tengan que ser excluyentes, al menos por parte de los practicantes de la religión afrocubana. Con todo, la Iglesia católica no reconoce a la santería como culto cristiano, sino pagano.Los practicantes de la santería se encuentran principalmente en las provincias cubanas de La Habana y Matanzas, aunque existen comunidades en toda la isla y en el extranjero, especialmente entre las diásporas cubanas de México,  Estados Unidos y España. La religión sigue siendo más común entre las comunidades afrocubanas de clase trabajadora, aunque también la practican individuos de otras clases y orígenes étnicos. Se calcula que el número de iniciados es de varios cientos de miles. Estos iniciados actúan como devotos, adivinos y curanderos para un abanico mucho más amplio de adeptos con distintos niveles de fidelidad, lo que hace difícil determinar el número exacto de practicantes de la santería. Muchos de ellos también se identifican como practicantes de otra religión, normalmente el catolicismo.

## Terminología
Durante la pertenencia a la corona hispánica era común referirse a ella como culto lucumí, que proviene de la expresión yoruba oloku mi («amigo mío»). Los españoles la denominaron despectivamente «santería», para burlarse de la aparente devoción excesiva que mostraban los seguidores a sus santos.
Asimismo se la llama Regla de Ocha (u Osha)-Ifá. En algunas ocasiones, los practicantes de la santería prefieren ser conocidos por las sociedades secretas a las que pertenecen, por ejemplo: Abakuá (en Cuba) y Amigos de San Lázaro (en Puerto Rico).
Este término se ha difundido alrededor del mundo, aunque también con otra acepción: santero o imaginero es la persona que confecciona las imágenes de los santos católicos.

## Historia
La santería deriva de la unión de varias prácticas religiosas de distintas etnias provenientes de África, aunque la predominante de todas ellas es la religión yoruba, que se practica por la etnia homónima en la Guinea africana (Ilè Yorùbá), actual Nigeria, Benín y Togo desde hace miles de años. Los yorubas alcanzaron su apogeo cultural y político durante los periodos del Reino de Benín y el Imperio oyo (disuelto en el siglo XIX, momento en el que se intensificaría la inmigración africana a América), en los cuales se daba el inhumano comercio de esclavos africanos, para ser llevados en masa al Nuevo Mundo.

### Época virreinal

Cuba, la isla caribeña de la que procede la santería

Tras la conquista de Cuba por el Imperio español, las poblaciones arahuacas y siboney de la isla disminuyeron drásticamente. Para conseguir una nueva fuente de mano de obra para las plantaciones de azúcar, tabaco y café que habían establecido en Cuba, los españoles recurrieron entonces a la compra de esclavos vendidos en los puertos del África Occidental. La esclavitud estaba muy extendida en el África Occidental; la mayoría de los esclavos eran prisioneros de guerra capturados en conflictos con grupos vecinos, aunque algunos eran criminales convictos. Los primeros africanos esclavizados llegaron a Cuba en 1511, si bien la mayor parte llegó en el siglo XIX. Cuba siguió recibiendo nuevos esclavos hasta al menos 1860, y la emancipación total se produjo en 1886. En total, entre 702 000 y 1 millón de africanos esclavizados fueron llevados a Cuba. La mayoría procedía de una franja del África occidental situada entre los actuales países de Guinea y Angola. La gran mayoría eran yorubas, procedentes de la zona comprendida por las actuales Nigeria y Benín; los yorubas tenían una lengua y una cultura compartidas, pero estaban divididos entre diferentes países. Se adherían en gran medida a la religión tradicional yoruba, que incorporaba muchos cultos locales a los orishas, si bien ciertos orishas eran adorados ampliamente debido a la extensión del Imperio oyo, liderado por los yoruba.
En Cuba, los esclavos eran divididos en grupos denominados naciones, a menudo con base en su puerto de embarque más que en su origen etnocultural real; los que eran de habla yoruba, así como los de los pueblos Arará e Igbo, eran identificados como la «nación lucumí». Los africanos occidentales esclavizados llevaron consigo sus religiones tradicionales a Cuba; algunos pertenecían a la clase sacerdotal y poseían conocimientos de tradiciones como Ifá. Aunque se adoraban cientos de orishas en toda África Occidental, menos de veinte llegaron a ser prominentes en la santería, quizás porque muchos cultos de orishas basados en el parentesco se perdieron cuando las redes de parentesco tradicionales fueron destruidas por la esclavitud. Los orishas asociados a la agricultura se abandonaron, probablemente porque los esclavos tenían pocos motivos para proteger las cosechas de los esclavistas. Muchos mitos asociados a los orishas se transformaron, creando relaciones de parentesco entre diferentes orishas que no estaban presentes en las mitologías del África Occidental. A medida que se formaba la santería, distintos cultos de los orishas del África Occidental se reconstituyeron en un único sistema religioso, que contaba con un panteón de orishas recién tipificado.
En la Cuba española, el catolicismo era la única religión que podía practicarse legalmente. La Iglesia católica de Cuba hizo esfuerzos por convertir a los africanos esclavizados, pero la instrucción en el catolicismo que se les impartía era normalmente superficial y esporádica. En Cuba, las deidades tradicionales africanas siguieron siendo veneradas probablemente en clubes y organizaciones fraternales formadas por emigrantes africanos y sus descendientes. Las más importantes eran los cabildos de nación, asociaciones que la clase gobernante consideraba un medio para controlar a la población afrocubana. Funcionaban como sociedades de ayuda mutua y organizaban fiestas comunales, bailes y carnavales. La Iglesia católica veía en estas agrupaciones un método de evangelización gradual, a través del cual toleraba la práctica de algunas costumbres africanas mientras erradicaba aquellas a las que se oponía más ferozmente. Es probable que en estos grupos sacerdotes de diferentes orishas del África Occidental interactuaran y comenzaran a desarrollar un nuevo sistema.
La religión católica fue la única aceptada por España en sus posesiones americanas. A los esclavos africanos se les prohibió practicar religiones que no fuesen la cristiana; sin embargo, no fueron del todo suprimidas, pues el animismo seguía siendo practicado clandestinamente en los hogares yoruba. Hay que tener en cuenta que desde África llegaron también sacerdotes yorubas e incluso Obas, es decir, reyes locales. Debido a esta imposición religiosa (y para burlar el veto), los esclavos identificaron en el santoral católico un panteón equivalente al panteón yoruba, asociando cada deidad o energía africana a un santo cristiano. De esta manera pudieron seguir practicando la santería, llamada otrora «religión (de los) lucumí».
Algo parecido ocurrió en Brasil con el Candomblé.[cita requerida]
Se tiene poca constancia escrita de la santería de esta época porque estaba prohibida. Se desconoce el número de fieles de aquella época, aunque esclavos africanos llegaron alrededor de 500 000 a los puertos de Cuba entre 1740 y 1840. Durante el siglo XIX se acabó de configurar la nueva religión santera al oeste de la Isla de Cuba (en las actuales provincias de La Habana y Matanzas, donde habría asentados una mayor cantidad de esclavos de origen yoruba, que se expandió más tarde a la mitad oriental. A Santiago de Cuba llegaron de la mano del santero Raynés, a principios del siglo XX.

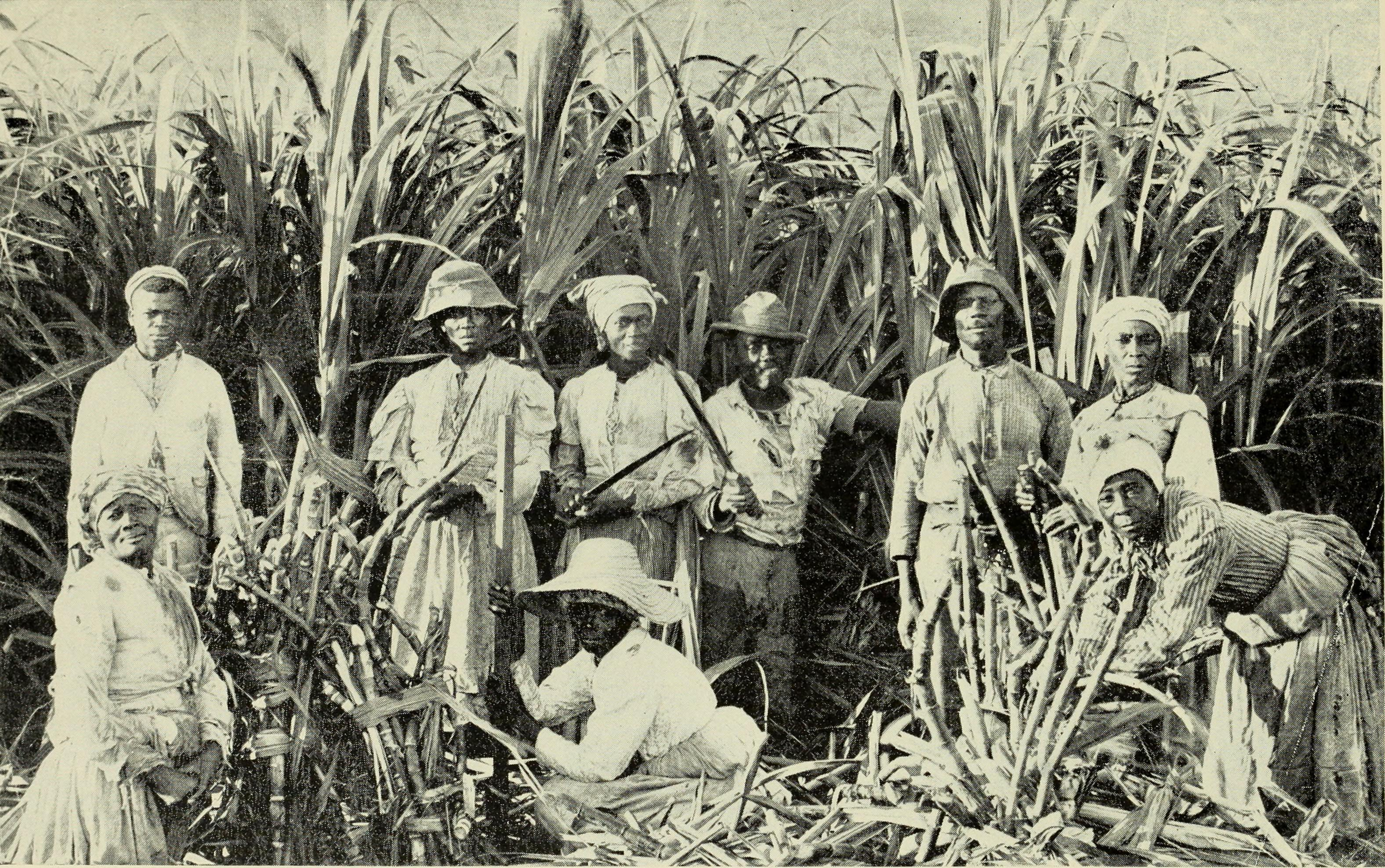
Esclavos africanos trabajando en una plantación de caña de azúcar en 1899.

Las leyes españolas, al mismo tiempo que permitían la esclavitud, trataban de suavizar esa injusticia concediendo algunos derechos a los esclavos, al menos en teoría. Tenían derecho a propiedad privada, al matrimonio y a la seguridad personal. También las leyes exigían que los esclavos fueran bautizados católicos como condición para su entrada legal a las Indias.[cita requerida]
La Iglesia trató de evangelizar a los africanos, pero las condiciones eran muy difíciles. Sin embargo, la Iglesia católica en Cuba se encontró en una situación muy precaria. Además de la escasez de sacerdotes, la injusticia de la esclavitud dificultaba que los lucumí aceptaran lo que se les imponía. Más allá de los motivos detrás de la iniciativa evangelizadora, los hombres que promulgaban la fe cristiana entre los esclavos, pertenecían a la misma raza y en muchas ocasiones a los mismos círculos sociales que los esclavistas. El resultado fue que muchos aceptaron exteriormente las enseñanzas católicas mientras interiormente mantenían su antigua religión.[cita requerida]
A finales del siglo XVIII y principios del XIX, nuevas leyes restringieron las actividades de los cabildos, aunque su número de miembros aumentó en el siglo XIX. En las últimas décadas del siglo XIX también creció el interés por el espiritismo, una religión basada en las ideas del escritor francés Allan Kardec, que en Cuba resultó especialmente popular entre el campesinado blanco, la clase criolla y la pequeña clase media urbana. Ideas del espiritismo se filtraron e influyeron cada vez más en la santería.

### Formación e historia temprana
Las primeras casas de enseñanza de la santería surgieron en zonas urbanas del occidente de Cuba a finales del siglo XIX. Al surgir un sacerdocio entrenado, aseguraron un nivel de estandarización entre los nuevos iniciados. Si bien se inspiraba en cultos más antiguos de África Occidental, la santería era, como describe Clark, «un nuevo sistema religioso». La migración del campo a la ciudad difundió la santería en otros lugares de Cuba, y en la década de 1930 probablemente llegó a la segunda ciudad más grande de Cuba, Santiago de Cuba, situada en el extremo oriental de la isla.
Tras la Guerra de Independencia, la isla se convirtió en una república independiente en 1898. En la república, los afrocubanos siguieron en gran medida estando excluidos del poder económico y político, y los estereotipos negativos sobre ellos siguieron siendo generalizados entre la población eurocubana. Las prácticas religiosas de los afrocubanos solían ser llamadas brujería y se pensaba que estaban relacionadas con la delincuencia. En 1901 se publica la Primera Constitución cubana, en cuyo artículo 26 permite la libre profesión religiosa. También la Constitución de 1940, promulgada por el dictador Batista, declaró al país como un estado laico, aunque permitió la enseñanza privada cristiana y el ejercicio de todos los cultos excepto aquellos que no respeten la moral cristiana (art. 35). Este detalle hizo que la santería fuese, en la práctica, ilegal. Si bien la nueva constitución de la república consagraba la libertad de culto y la nunca se crearon leyes en contra de la santería, a lo largo de la primera mitad del siglo XX se lanzaron varias campañas contra ella. Estas campañas fueron a menudo alentadas por la prensa, que promovió las acusaciones de que niños blancos eran secuestrados y sacrificados en rituales de santería; esto alcanzó un punto álgido en 1904, tras el asesinato de dos niños blancos en La Habana en casos que los investigadores especularon que estaban relacionados con la brujería.

Uno de los primeros intelectuales en examinar la santería fue el abogado y etnógrafo Fernando Ortiz Fernández, que la analizó en su libro de 1906 Los negros brujos. La consideraba un obstáculo para la integración social de los afrocubanos en la sociedad cubana en general y recomendaba su supresión. En la década de 1920, se hicieron esfuerzos por incorporar elementos de la cultura afrocubana a una comprensión más amplia de la cultura cubana, por ejemplo, a través del movimiento literario y artístico del afrocubanismo. A menudo se inspiraban en la música, la danza y la mitología afrocubanas, pero solían rechazar los rituales de santería. En 1942 se publicó el Manual de santería de Rómulo Lachatañeré, que representó el primer intento académico de entender la santería como una religión; a diferencia de Ortiz, sostenía que la tradición debía verse como un sistema religioso y no como una forma de brujería. Lachatañeré contribuyó a promover el término Santería para referirse al fenómeno, considerándolo una descripción más neutra que los términos cargados de peyorativos como brujería, entonces de uso común.

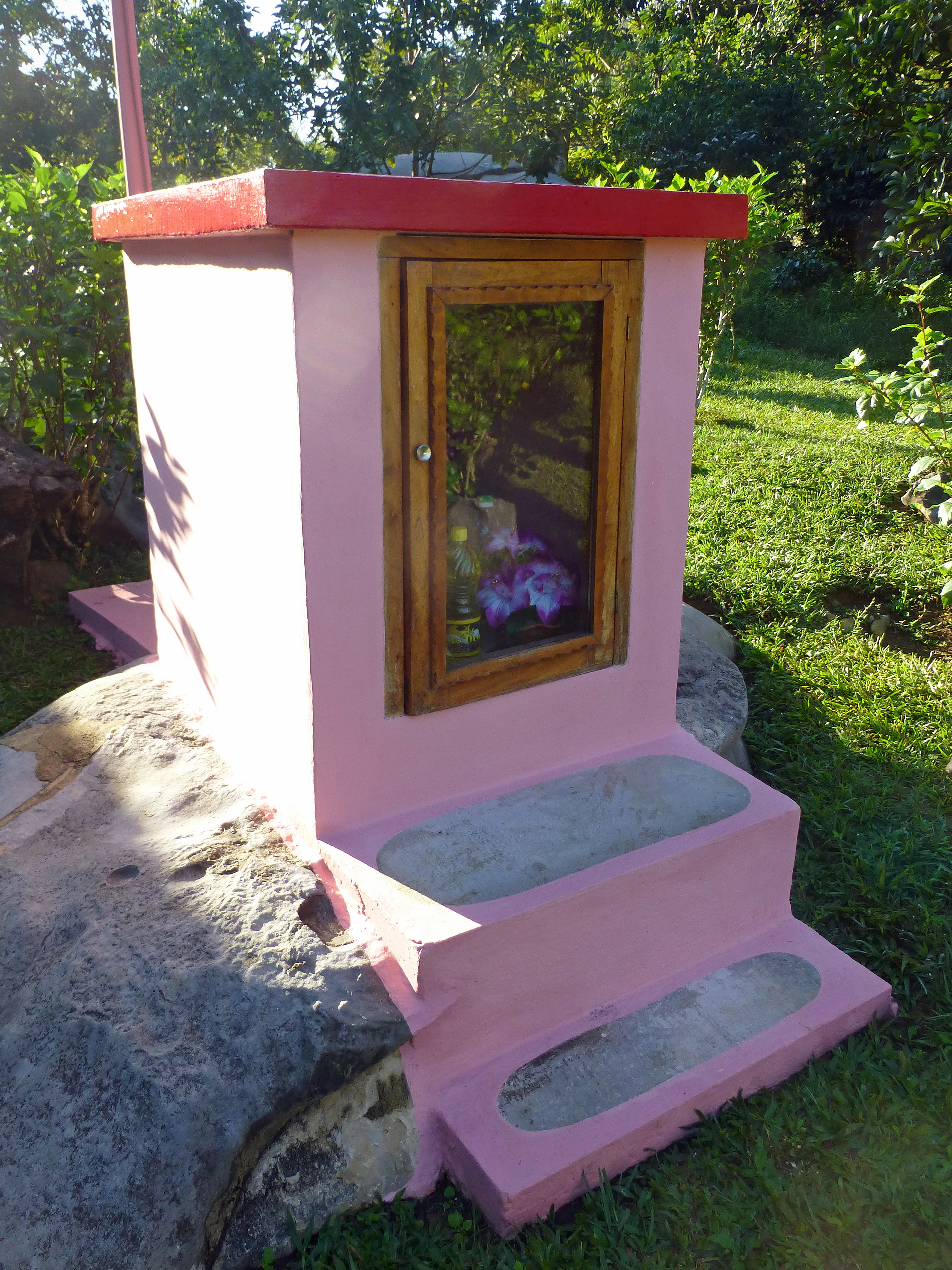
Ejemplo de sincretización: altar dedicado a San Lázaro-Babalú Ayé, en el Valle de Viñales (Pinar del Río, Cuba).

En «El Gran Libro de la Santería» de Delgado Torres el autor describió la Oración a San Froilán, donde expone y demuestra que dicho santo, desde el punto de vista del sincretismo, pudiera de una manera sincretizarse con la deidad yoruba Ossaín, lo cual acentúa todo este estudio la universalidad de la teología de la Santería, una de las herederas de la cultura yoruba, es decir, la Santería Cubana.
Según Mercedes Sandoval, la santería acabó calando también entre la población blanca y mestiza de Cuba por cuestiones de salud, puesto que una de las principales funciones de los santeros es la curación por la fe. También fue importante la difusión de la música, la mitología y demás idiosincrasias yoruba por la población que no era estrictamente negra, estudiosos elevan a 70 el porcentaje de cubanos que tienen algún tipo de relación más o menos cercana con la santería.

### Tras la Revolución cubana
La Revolución cubana de 1959 hizo que la isla se convirtiera en un estado marxista-leninista gobernado por el Partido Comunista de Cuba de Fidel Castro. Comprometido con el ateísmo estatal, el gobierno de Castro adoptó una opinión negativa de la santería. Los practicantes sufrieron el acoso de la policía, se les negó la afiliación al Partido Comunista y se les limitaron las oportunidades de empleo. Los creyentes necesitaban permiso de la policía para realizar rituales, que a veces se les negaba. No obstante, el Estado promovió formas artísticas asociadas a la santería con la esperanza de utilizarlas para promover una identidad cubana unificada. El gobierno castrista, a la vez que defendía el antirracismo, consideraba que la promoción de una identidad afrocubana separada era contrarrevolucionaria.
Tras el colapso de la Unión Soviética en la década de 1990, el gobierno de Castro declaró que Cuba entraba en un «periodo especial» en el que serían necesarias nuevas medidas económicas. Como parte de esto, apoyó selectivamente las tradiciones afrocubanas y de santería, en parte por el deseo de impulsar el turismo; este turismo centrado en la santería se denominó santurismo. Sacerdotes de santería, Ifá y Palo participaron en giras patrocinadas por el gobierno para extranjeros que deseaban iniciarse en dichas tradiciones, mientras que espectáculos afrocubanos se hicieron comunes en los hoteles cubanos. En 1991, el Partido Comunista aprobó la admisión de miembros religiosos, y en 1992 se modificó la constitución para declarar a Cuba como un estado laico en vez de ateo. Esta liberalización permitió que la santería dejara atrás su marginalizción, y durante la década de 1990 comenzó a practicarse más abiertamente.
El teólogo Frei Betto, en su libro Fidel y la religión (1985), escribió sobre la relación de Fidel Castro con la santería. Comenta que no era practicante, pero sí se inició. Muchos santeros que apoyaron la Revolución comunista vieron en él un liberador espiritual para Cuba, considerándolo hijo de la deidad Elegguá.
En la segunda mitad del siglo XX, se apreció una creciente conciencia de los vínculos de la santería con otras religiones que rinden culto a los orishas en África Occidental y América. Estos vínculos transnacionales se reforzaron cuando el Ooni de Ife (el gobernante tradicional de Ile-Ife y jefe espiritual del pueblo yoruba), Olubuse II, un destacado líder político y religioso yoruba, visitó Cuba en 1987. El gobierno cubano permitió la formación de la Asociación Cultural Yoruba, una organización no gubernamental, a principios de la década de 1990, mientras que varios practicantes de la santería visitaron Nigeria para estudiar la religión tradicional yoruba. Surgió un proceso de «yorubización», con intentos de eliminar los elementos católicos de la santería; este proceso fue criticado por quienes veían el sincretismo de la santería como un rasgo positivo.
Asimismo, con el triunfo de la revolución comunista en Cuba en 1959, más de un millón de cubanos se exiliaron en otros países (principalmente en las ciudades de Miami, Nueva York y Los Ángeles). Entre ellos, había santeros que propagaron la Santería en sus nuevos ambientes.[cita requerida]La Revolución Cubana impulsó la emigración cubana, especialmente a Estados Unidos, Puerto Rico, México, Colombia y Venezuela. Con el aumento de la presencia cubana en Estados Unidos, la santería creció en muchas ciudades del país, siendo adoptada por hispanoamericanos, así como por europeos y afroamericanos. Algunos afroamericanos la consideraban una religión auténticamente africana, sobre todo cuando se purgaba de los elementos católicos, y a veces la percibían como un ala religiosa del movimiento del Poder Negro. Un destacado exponente de este enfoque fue el activista nacionalista negro Walter King. Tras ser iniciado en Cuba, estableció un templo en Harlem antes de trasladarse con sus seguidores en 1970 a una comunidad en Sheldon, Carolina del Sur, que llamaron el Pueblo Yoruba de Oyotunji. Al tener una relación tensa con muchos otros santeros y santeras, que le acusaban de racismo, King pasó a llamar a su tradición «Orisha-Vudú» en lugar de Santería. En Estados Unidos, la santería, junto con el vudú haitiano, también influyó en el renacimiento del vudú de Luisiana a finales del siglo XX. Una de las figuras más destacadas de este renacimiento, Ava Kay Jones, había participado anteriormente en el Orisha-Vudú de King.

### Actualidad

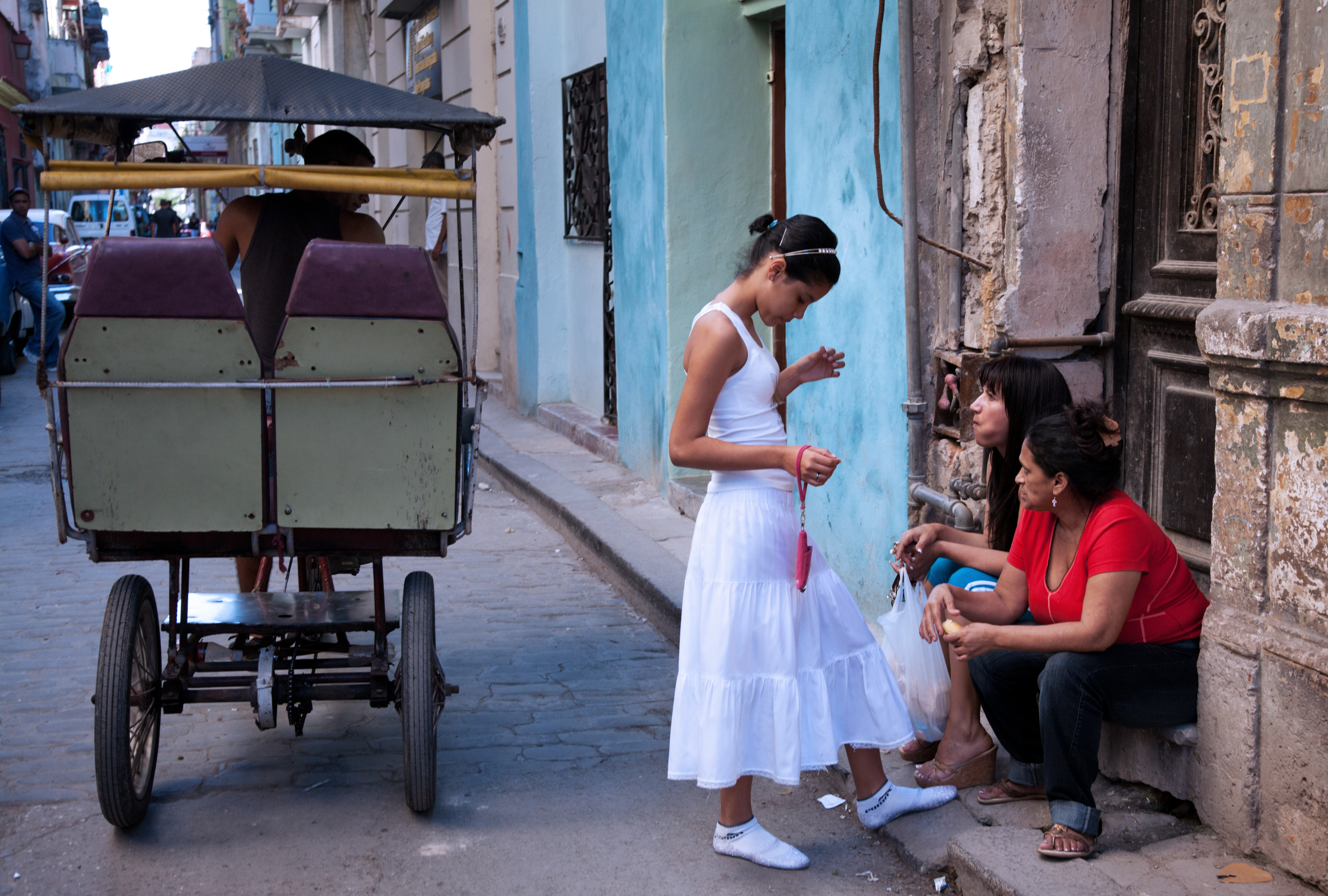
Joven cubana con un vestido blanco, que indica que está recién bautizada en la santería.

Hoy en día, la santería se da en diversas zonas de América, incluido lugares con gran población hispana de Estados Unidos (Florida, Nueva York, San Francisco, Nueva Orleans, Los Ángeles, Miami y San Diego).[cita requerida]
En 1992, el académico nigeriano Wándé Abímbọ́lá (profesor de la Universidad de Lagos y estudioso de la cultura y lengua yoruba) afirmó que «existen más babalawos en Puerto Rico que en Nigeria». Los babalawos cubanos llegaron a Puerto Rico en los años 1960.
Actualmente, la religión cuenta con presencia también en España, especialmente en Canarias por su estrecha relación con Cuba, México, Países Bajos, Alemania, Inglaterra, Francia, y otros países en los cuales hay un número considerable de inmigrantes cubanos. En Venezuela, en la región de Caracas es donde se concentra la mayor cantidad de santeros y babalawos en el país pero también se encuentran en Cumaná, Coro y Maracay.

## Doctrina
Los pilares fundamentales de la religión se basan en el culto a los ancestros muertos (egúns) y en el conocimiento de que existe un Dios único (Oloddumare) y se relaciona con los seres humanos a través de extensiones del mismo, que también son divinidades, a las cuales los yorubas denominaron orishás. Por estas características, se considera que es una religión politeísta.[cita requerida]
Los que profesan la santería creen en el determinismo, es decir, que las vidas vienen determinadas desde antes de nacer, así como en la reencarnación.

### Olodumare y los orisha
La santería cree en una fuerza o dios universal del que proviene todo lo creado, llamado Olodumare (del yoruba, oloddumare; literalmente, «el omnipotente»), Olofi u Olorun. Los practicantes creen que esta divinidad creó el universo, pero se interesa poco por los asuntos humanos. En tanto esta deidad creadora es inaccesible para la humanidad, no se le dedican grandes ofrendas. Las tres facetas de esta divinidad se entienden de forma ligeramente diferente: Olodumare representa la esencia divina de todo lo que existe, Olorun se considera el creador de todos los seres, mientras que Olofi habita en toda la creación. Al adoptar una forma tripartita, esta deidad muestra similitudes con la Trinidad cristiana.

#### Los orisha
La santería es politeísta y gira en torno a deidades llamadas orisha, ocha o santos. El término orisha puede ser tanto singular como plural, porque el lucumí, el lenguaje ritual de la santería, carece de marcadores de plural para los sustantivos. Los practicantes creen que algunos orisha fueron creados antes que la humanidad, mientras que otros eran originalmente humanos que se convirtieron en orisha por alguna cualidad notable. Algunos practicantes perciben a los orisha como facetas de Olodumare, y por tanto creen que al venerarlos están adorando en última instancia al dios creador. Algunos orisha son femeninos, otros masculinos. No se les considera totalmente benévolos, ya que son capaces tanto de dañar como de ayudar a los humanos, y muestran una mezcla de emociones, virtudes y vicios.

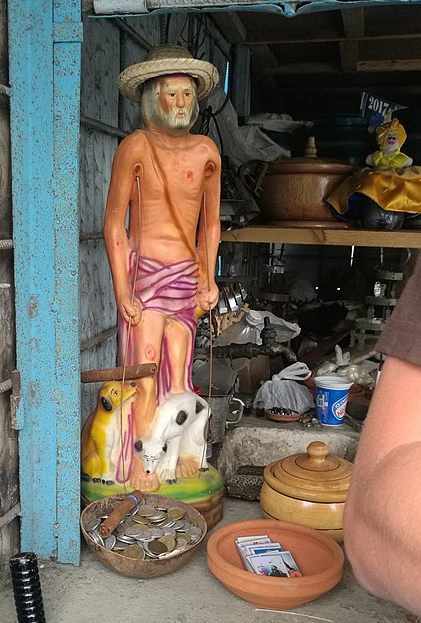
Ofrendas ante una estatua de San Lázaro, que representa al orisha Babalú Ayé, en La Habana

Mitos de origen y otras historias sobre los orichas reciben el nombre de patakíes. Se entiende que cada oricha «gobierna» un aspecto particular del universo, y se les ha descrito como personificaciones de diferentes facetas del mundo natural. Viven en un reino llamado orún, que se contrapone al ayé, el reino de la humanidad. Cada orisha tiene sus propios caminos o manifestaciones, un concepto similar al de los avatares hindúes. El número de caminos que tiene un orisha varía, y algunos tienen varios cientos. Los practicantes creen que los orisha pueden habitar físicamente ciertos objetos, entre ellos piedras y conchas de cauri, que se consideran sagrados. Cada orisha también está asociado a canciones, ritmos, colores, números, animales y comidas específicos.
Entre los orisha se encuentran las cuatro «deidades guerreras», o guerros: Elegguá, Oggun, Oshosi y Osun. Elegguá es considerado el guardián de los cruces de caminos y los umbrales; es el mensajero entre la humanidad y los orisha, y la mayoría de las ceremonias comienzan solicitando su permiso para continuar. Se le representa de color negro por un lado y rojo por el otro, y los practicantes suelen colocar una cabeza de cemento decorada con conchas de cauri que representa a Elegguá detrás de las puertas principales, custodiando el umbral de la calle. El segundo guerro es Oggun, considerado como el orisha de las armas y la guerra, y también del hierro y los herreros. El tercero, Oshosi, se asocia con los bosques y la caza, mientras que el cuarto, Osun, es un protector que avisa a los practicantes cuando están en peligro.
Siendo quizá el orisha más popular,Changó o Shango se asocia con el rayo y el fuego. Otra orisha destacada es Yemayá, la deidad asociada a la maternidad, la fertilidad y el mar.Ochún es la orisha de los ríos y del amor romántico, mientras que Oiá es un guerrero asociado con el viento, el rayo y la muerte, y es visto como el guardián del cementerio. Obatalá es orisha de la verdad y la justicia y se le considera responsable de ayudar a moldear la humanidad. Babalú Ayé es el oricha asociado a la enfermedad y su curación, mientras que Ossaín está vinculado a las hierbas y la curación. Orula es el orisha de la adivinación, que en la mitología de la santería estuvo presente en la creación de la humanidad y, por tanto, conoce el destino de todos. Ibeyí adopta la forma de gemelos que protegen a los niños. Olokún es el orisha patrón de los mercados, mientras que su esposa Olosá está asociada a las lagunas. Agagyú es el oricha de los volcanes y los páramos. Algunos orisha se consideran antagónicos a otros; Changó y Oggun son, por ejemplo, enemigos.
Aunque en la santería el término santo se considera un sinónimo de orisha y no es una referencia literal a los santos cristianos, los orisha son equiparados o fusionados a menudo con uno o más santos católicos basándose en atributos similares. Por ejemplo, el Santo Niño de Atocha, una representación de Cristo como niño, se fusiona con Elegguá, a quien se considera de naturaleza infantil. Babalú Ayé, que se asocia con la enfermedad, se identifica a menudo con el santo católico Lázaro, que resucitó de entre los muertos, mientras que Changó se fusiona con Santa Bárbara porque ambos visten de rojo. La santa patrona de Cuba, Nuestra Señora de la Caridad, se fusiona con Ochún. Se ha afirmado que los esclavos yorubas vincularon inicialmente sus deidades tradicionales con los santos cristianos como un medio de ocultar a las autoridades españolas el culto que seguían rindiendo a las primeras, o como medio de facilitar la movilidad social al asimilarse a las normas sociales católicas.
Los orishás, además, velan para que cada mortal cumpla el destino que tiene marcado desde su nacimiento.[cita requerida]
La identificación de los orishás con los santos más conocidos tiene razones muy simples, que se relacionan con el aspecto o las acciones de los santos:[cita requerida]
| Orishas Oddé («guerreros») - Eshu - Elegguá (San Antonio de Padua) - Oggun (San Pedro) - Oshosi (San Norberto) - Osun (San Juan Bautista) Orishas principales («De cabecera») - Obbatalá (Virgen de las Mercedes) - Oshun (Virgen de la Caridad) - Shangó (Santa Bárbara) - Yemayá (Virgen de Regla) - Oyá (Virgen de la Candelaria) Orishas mayores - Inle (San Rafael o San Roque) - Iroko (la Purísima Concepción) - Naná Burukú (Santa Ana) - Obba - Oduduwá (San Norberto) - Olokun - Orisha oko (San Isidro Labrador) | Orishas menores - Abita (el Diablo) - Ajá - Ajé Shalunga - Aroni - Ayaó - Boromú y Boronsiá - Dadá (San Ramón) - Ibeyis (San Damián) - Irunmoles - Korikoto - Logun Ede - Obañeñe - Ogbón y Ogboni - Oggue - Oke - Oranmiyán - Ori - Oroiña - Orungan - Oshumare (San Bartolomé) - Yembó | Otras manifestaciones orisha - Olodumare (el Gran Poder de Dios) - Olofin (Jesucristo) - Olorun (el Espíritu Santo) - Orula (San Francisco de Asís) - Ikú (la Muerte) - Eggun (espíritus de los ancestros) - Oro (u Orun) - Iyami Oshooronga - Aggayú Solá (San Cristóbal) - Babalú Ayé (San Lázaro) |

#### Relaciones con los orichas
La santería se centra en cultivar una relación recíproca con los orisha, ya que los seguidores creen que estas deidades pueden interceder en los asuntos humanos y ayudar a las personas si se les apacigua. Los practicantes sostienen que cada persona «nace de» un orisha en particular, se sea devoto o no a esa deidad. Se trata de una conexión que, según los adeptos, se ha establecido antes del nacimiento. Los practicantes se refieren a este orisha como el que «gobierna la cabeza» de una persona; es el «dueño de su cabeza». Si el orisha es masculino, se describe como el «padre» del individuo; si el oricha es femenino, es la «madre» de la persona. Se considera que este orisha influye en la personalidad del individuo, y puede reconocerse examinando los rasgos de la personalidad de la persona o mediante la adivinación.
Para obtener la protección de un orisha concreto, se anima a los practicantes a hacerle ofrendas, a patrocinar ceremonias en su honor y a vivir de acuerdo con sus deseos, tal y como se determinan mediante la adivinación. A los practicantes les preocupa la posibilidad de ofender a los orishas. Los creyentes creen que los orisha pueden comunicarse con los humanos a través de la adivinación, las oraciones, los sueños, la música y la danza. Muchos practicantes también describen cómo «leen» mensajes de los orisha en las interacciones y acontecimientos cotidianos. Por ejemplo, un practicante que pasa junto un niño en un cruce de tráfico puede interpretarlo como un mensaje de Elegguá, que a menudo se representa como un niño y que se percibe como el «guardián» de los cruces de caminos o calles. En ese momento, el practicante puede recurrir a la adivinación para determinar el significado preciso del encuentro. La información obtenida de estos mensajes puede ayudar a los practicantes a tomar decisiones sobre sus vidas.

### El nacimiento y los difuntos

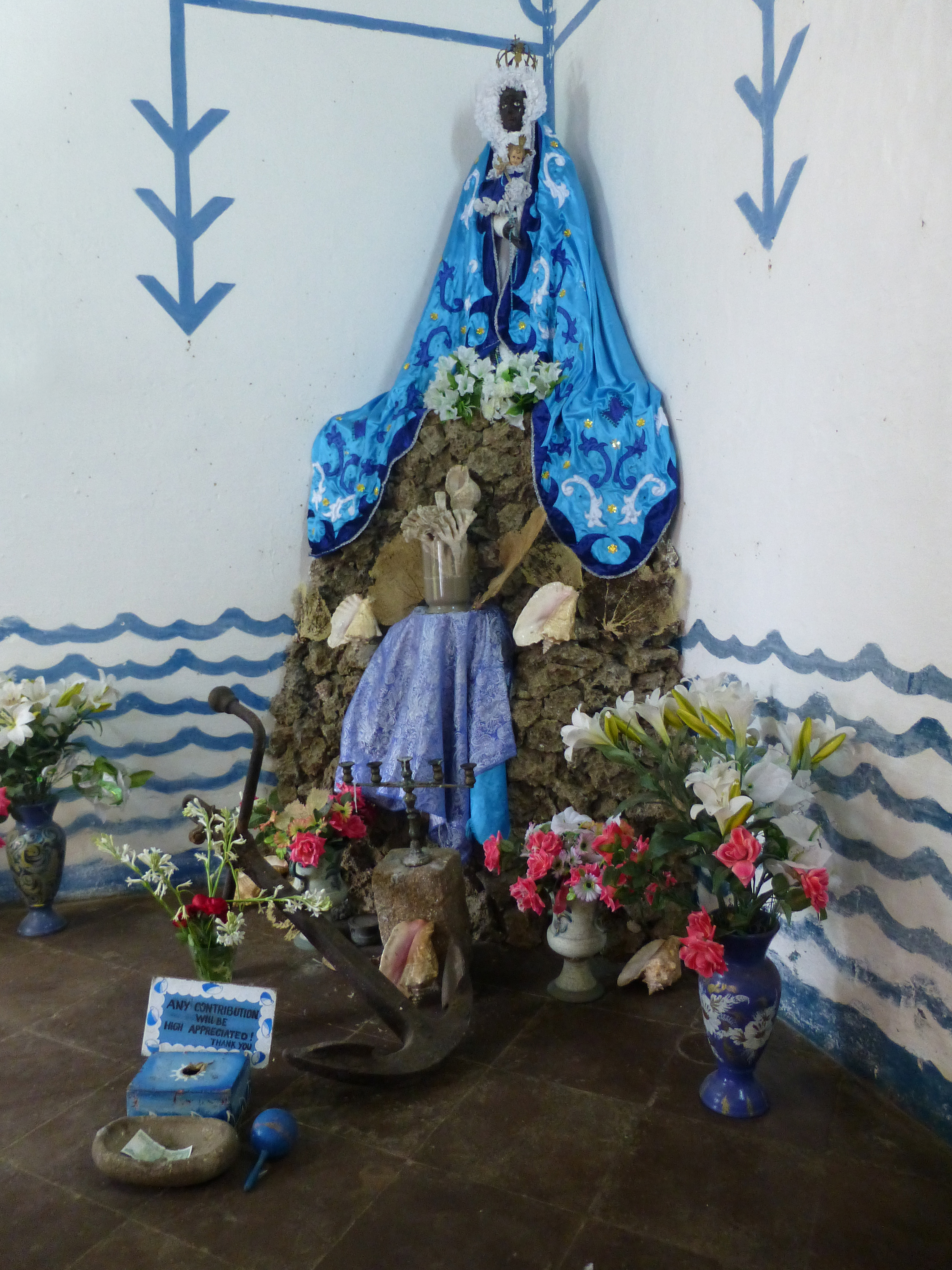
Un altar de santería en Trinidad, Cuba

La santería enseña que la cabeza humana contiene la esencia de la persona, su eledá u orí. Sostiene que antes de nacer, el eledá va ante Olodumare, donde se le da su carácter esencial, y forma un vínculo con el orisha que se convierte en «el dueño de su cabeza». El concepto de eledá deriva de la religión tradicional yoruba, donde se considera el «doble espiritual» de la persona. En la santería, este concepto se ha sincretizado con las creencias católicas sobre los ángeles de la guarda y nociones espiritistas de las protecciones o espíritus protectores. No existe una ortodoxia estricta sobre esta cuestión y, por tanto, las interpretaciones difieren. Los practicantes suelen creer que cada persona tiene un destino o camino específico, aunque su suerte no está completamente predeterminada.
La veneración de los ancestros es importante en la santería. La religión implica propiciar a los espíritus de los difuntos, conocidos como egun,espíritus o muertos. Los practicantes creen que hay que tratar a los difuntos con respeto, temor y amabilidad, y se les consulta en todas las ceremonias. Aunque no se considera que los muertos sean tan poderosos como los orisha, se cree que pueden ayudar a los vivos, con los que pueden comunicarse a través de los sueños, la intuición y la posesión espiritual. La santería enseña que una persona puede aprender a ver y comunicarse con los muertos. Los practicantes suelen hacer ofrendas, normalmente siete vasos de agua, a los egun para aplacarlos y complacerlos. Se propicia especialmente a los egun considerados como ancestros; estos ancestros pueden incluir tanto a los ancestros hereditarios como a antiguos miembros de la propia congregación, y los practicantes creen que un creyente se convierte en ancestro cuando muere.
Los adeptos creen que todo el mundo tiene un cuadro espiritual de egun que les protege. Una persona puede llegar a tener hasta 25 protectores. La religión sostiene que todas las personas tienen múltiples egun que les acompañan en todo momento, y que éstos pueden ser benévolos, malévolos o una mezcla de ambos. Los practicantes también creen que el número y la identidad de estos espíritus pueden determinarse mediante la adivinación. Se distingue entre espíritus evolucionados, que pueden ayudar a aquellos a los que están unidos, y espíritus no evolucionados, que carecen de la sabiduría y la habilidad para ser útiles y, en cambio, causan estragos. La santería enseña que, mediante ofrendas y oraciones, las personas pueden ayudar a algunos de sus espíritus no evolucionados a convertirse en evolucionados. La santería también divide a los espíritus en categorías que exhiben rasgos diferentes, reflejando estereotipos sobre distintos grupos sociales, de manera que tales espíritus a menudo son mostrados como africanos, haitianos, gitanos, árabes o indios. Los espíritus gitanos, por ejemplo, se consideran capaces de prever problemas inminentes y diagnosticar enfermedades, mientras que los espíritus congo de África se perciben como fuertes, poderosos y capaces de guiar a la gente en circunstancias hostiles.

### Aché
El ashé o aché es un concepto cosmológico importante en la religión tradicional yoruba y se ha transferido a la santería. El aché se considera el poder organizador del cosmos; las hispanistas Margarite Fernández Olmos y Lizabeth Paravisini-Gebert se refirieron a él como «una energía o poder espiritual-místico que se encuentra en diversos grados y en muchas formas en todo el universo». El antropólogo médico Johan Wedel lo describió como «fuerza vital» o «fuerza divina», mientras que el folclorista Michael Atwood Mason llamó al aché «poder generativo ritual». La etnomusicóloga Katherine Hagedorn describió el aché como «el potencial divino realizado e inherente en todos los aspectos de la vida, incluso en objetos aparentemente inertes». Añadió que «Aché no es bueno ni malo; más bien, aché es movimiento».
Aunque consideran a Olodumare como la máxima encarnación del aché, los creyentes creen que el aché impregna toda la vida y está presente tanto en el mundo visible como en el invisible. No obstante, se considera que a veces se congrega de forma más densa, por ejemplo, en las fuerzas de la naturaleza, en lugares específicos y en ciertas personas; se cree que los iniciados atraen más aché que otras personas. La santería sostiene que el aché puede emanar del cuerpo humano a través de la palabra, el canto, la danza y el toque de tambores, y que puede ser transmitido mediante actos como el canto de alabanzas a los orisha o el sacrificio de un animal. Entre los practicantes, a veces se describe que el aché transmite nociones de suerte, salud y prosperidad, y tiene el poder de fortalecer la salud de una persona. Es común la expresión «tener aché» en Cuba por «tener suerte».

### Moralidad, ética y roles de género

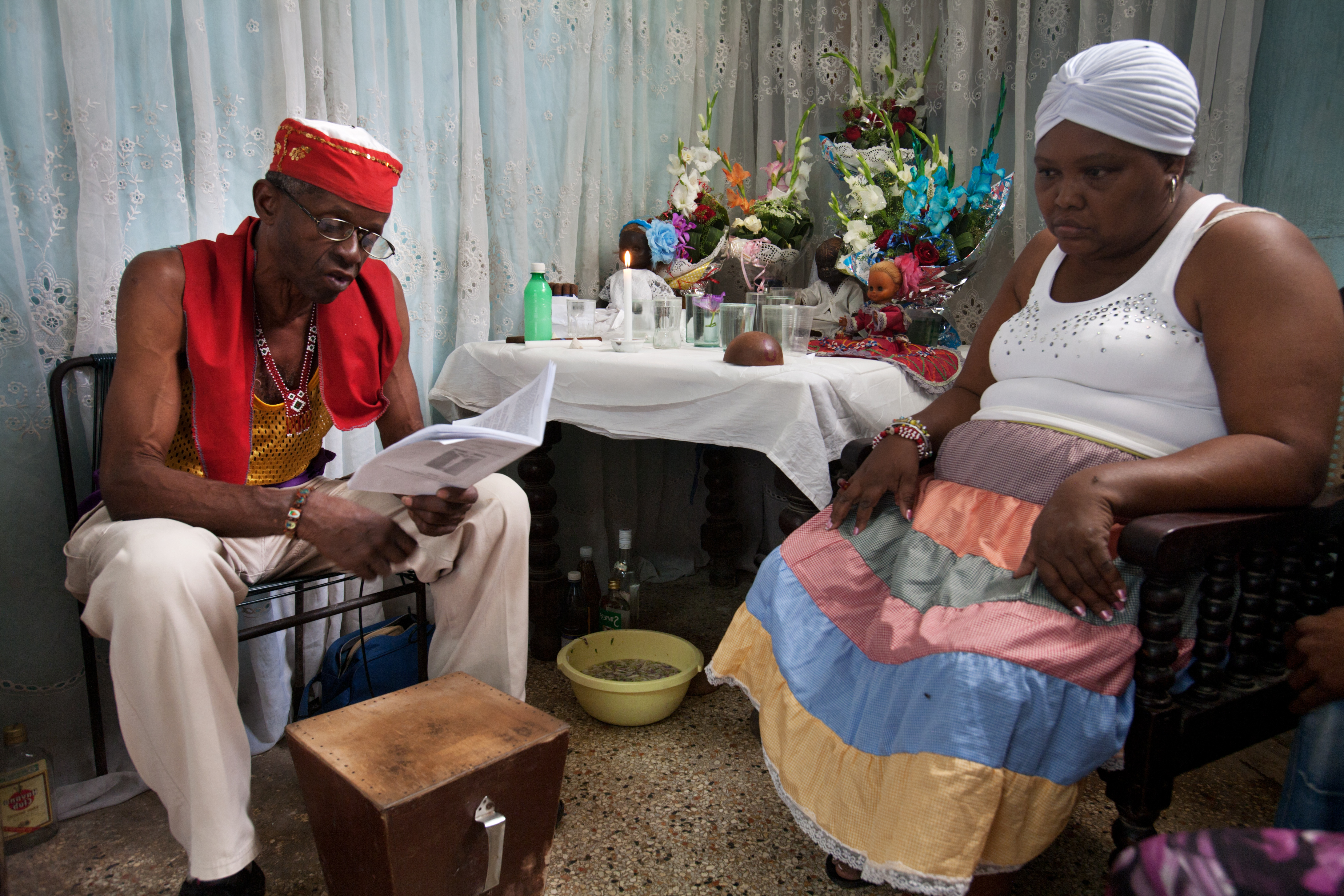
Dos practicantes de la santería participando en una ceremonia de Cajón de Muertos en 2011

La santería tiene normas de comportamiento que se espera de sus practicantes, fomentando conductas influenciadas por las historias mitológicas sobre los orisha. La religión presenta reglas estrictas sobre cómo interactuar con otras personas y con lo sobrenatural, por ejemplo, haciendo hincapié en el respeto a los mayores y a los superiores. Una actitud general en la santería es que si una persona mantiene un buen carácter, los orisha le ayudarán. Los practicantes generalmente adoptan posturas socialmente conservadoras, con gran respeto por las estructuras familiares tradicionales, el matrimonio, la fidelidad y la crianza de los hijos; seguidores en los Estados Unidos suelen adoptar posturas más progresistas en cuestiones de género y sexualidad que sus homólogos de Cuba.
La religión es no-dualista y no considera que el universo esté dividido entre el bien y el mal, sino que todas las cosas se perciben como complementarias y relativas. Varios académicos han descrito la santería como poseedora de un ethos del «aquí y ahora» distinto al del cristianismo, y la científica social Mercedes C. Sandoval sugirió que muchos cubanos y cubanas eligieron la santería en lugar del catolicismo o el espiritismo porque hace hincapié en técnicas para afrontar los problemas pragmáticos de la vida. En Estados Unidos, algunos adeptos afroamericanos han contrastado lo que consideran el ethos de origen africano de la santería con los orígenes no africanos del cristianismo, adoptándola así como una religión fácilmente combinable con el nacionalismo negro.
La estudiosa de la religión Mary Ann Clark categorizó a la santería como una religión «orientada a la mujer y normativa femenina», argumentando que se espera que quienes la practiquen asuman «roles de género femenino» durante sus rituales. Las mujeres pueden ocupar los más altos cargos de liderazgo, aunque se les imponen restricciones cuando están menstruando. También se imponen restricciones similares a los varones homosexuales, prohibiéndoles tradicionalmente participar en ciertas formas de adivinación y en la percusión ritual. Sin embargo, muchos hombres homosexuales son santeros, y algunas santeras son lesbianas. Existe el estereotipo de que todos los sacerdotes varones de la santería son homosexuales, y miembros de otras tradiciones afrocubanas con una orientación más masculina, como el Palo, la han denigrado a menudo por estar dominada por mujeres y hombres que consideran «afeminados».

## Características generales

### Organización clerical

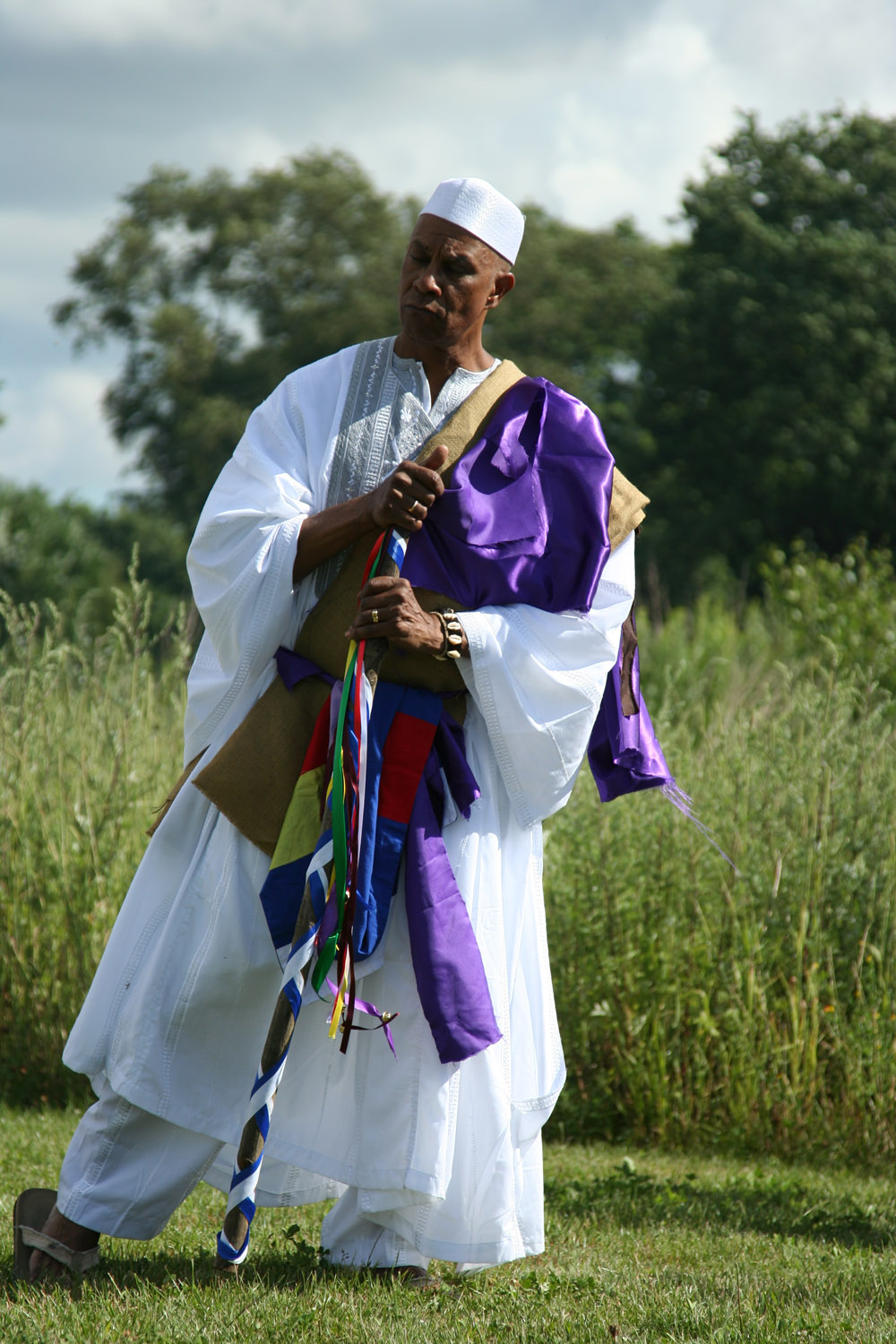
Babalawo afrocubano.

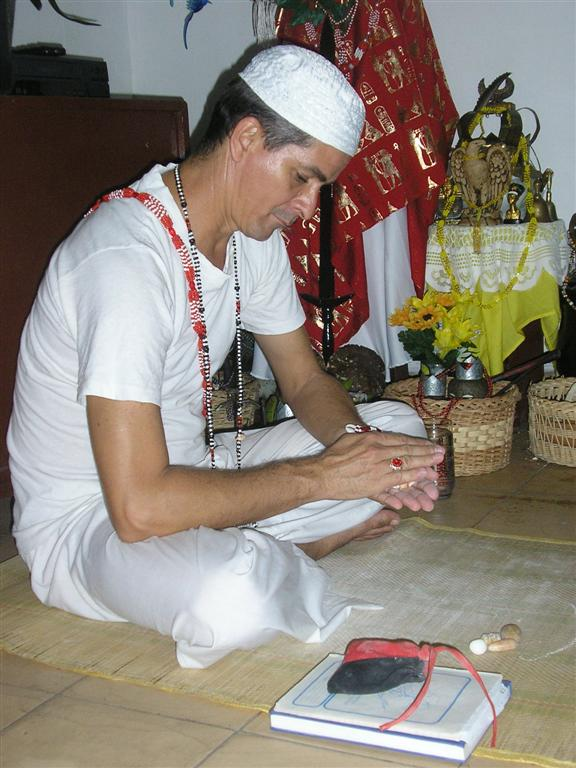
Santero en La Habana

La santería tiene una jerarquía sacerdotal. Los sacerdotes son comúnmente conocidos como santeros u olorichas. Aunque se consideren a los Orisha e Ifá como ramas separadas, en ambas los babalawos (ocasionalmente, babalaos) son los máximos sacerdotes de la santería. Una vez que esos sacerdotes han iniciado a otros sacerdotes, se les conoce como babalorichás «padre de orichá» (para hombre) e iyalorichás «madre de orichá» (para mujer), que son santeros con ahijados consagrados. Los iyawos son santeros en su primer año de consagrados, y los aleyos son los creyentes que no se han consagrado. Si practican la adivinación de los orichás, se les denomina italeros.
Todos ellos son santeros, iniciados mediante ritos específicos (léase más abajo), el primero de los cuales es un ritual de purificación y la entrega de cinco collares, representando a Shangó, Obbatalá, Yemayá, Oshún y Elegguá o recibiendo a los orishás guerreros, que son Elegguá, Oggún, Oshosi y Ozun, que son santos consagrados en otanes [piedras].

#### Babalawo obabalao
El Babalawo (del yoruba: Babaaláwo «padre del secreto»), usualmente deformado a babalao, es la persona iniciada a una deidad e intérprete de deberes y enseñanzas. En la Nigeria yoruba también se les llama simplemente Awo. Originalmente los Awos debían memorizar e interpretación los 256 Odus (escrituras sagradas) y los numerosos versos de Ifá. Tradicionalmente, el Babalawo además tiene otras especialidades profesionales, como por ejemplo, de herborista. El Babalawo, como guía espiritual, psicológico y ético, es entrenado en la determinación de los problemas y en la aplicación de soluciones seculares o espirituales para la resolución de los mismos. Su función primordial es asistir a las personas a encontrar, entender y a procesar la vida hasta que experimenen la sabiduría espiritual como una parte de las experiencias cotidianas.

#### Babalawos famosos
Al ser una religión tan apartada se tiene poca constancia sobre sus babalaos. Algunos de los más importantes del sacerdocio son:
- Ño Remigio Herrera (¿1811?-1905): cuyo nombre original es Adeshina Obara Meyi fue un babalao de Nigeria y trasladado como esclavo a Matanzas. Fue obligado a bautizarse como Remigio Lucumí. Se cuenta que se tragó sus ikines de sacerdote, por lo que pudo traérselos consigo cuando fue capturado como esclavo.[191]
- Ño Carlos Addebí (???-???): originalmente Ojuani Boká contemporáneo a Adeshina, se conocieron y juntos promulgaron la reglá ifá. Consiguió su libertad en Camagüey.
- Bernardo Rojas (1881-1959), llamado Irete Tendi: de la segunda generación de babalaos, fue formado por el mismo Adeshina, al cual cuidó hasta su muerte.
- Taita Gaitán (???-???): también Oggunda fun, nacido en Matanzas, su padrino fue el babalawo esclavo Lugery (Oyekun Meyi) que consiguió volver a Nigeria.
- Enrique Hernández (1918-2017), «Enriquito»: nació en Guanabacoa (Cuba) ciudad con gran presencia santera. También le llamaban Tata Nganga.

Otros babalawos reconocidos son Cornelio Vidal (el primer babalawo criollo, o sea de raza no-negra), Asunción Villalonga, Ramón Febles (Ogbe tua), Panchito Febles (Otura Niko), Miguel Febles, Sevilla Baró (Oshe Yekun), el Chino Poey (Oshe Paure), Felix el Negro (Osa Rete)...

### Oráculos y adivinación

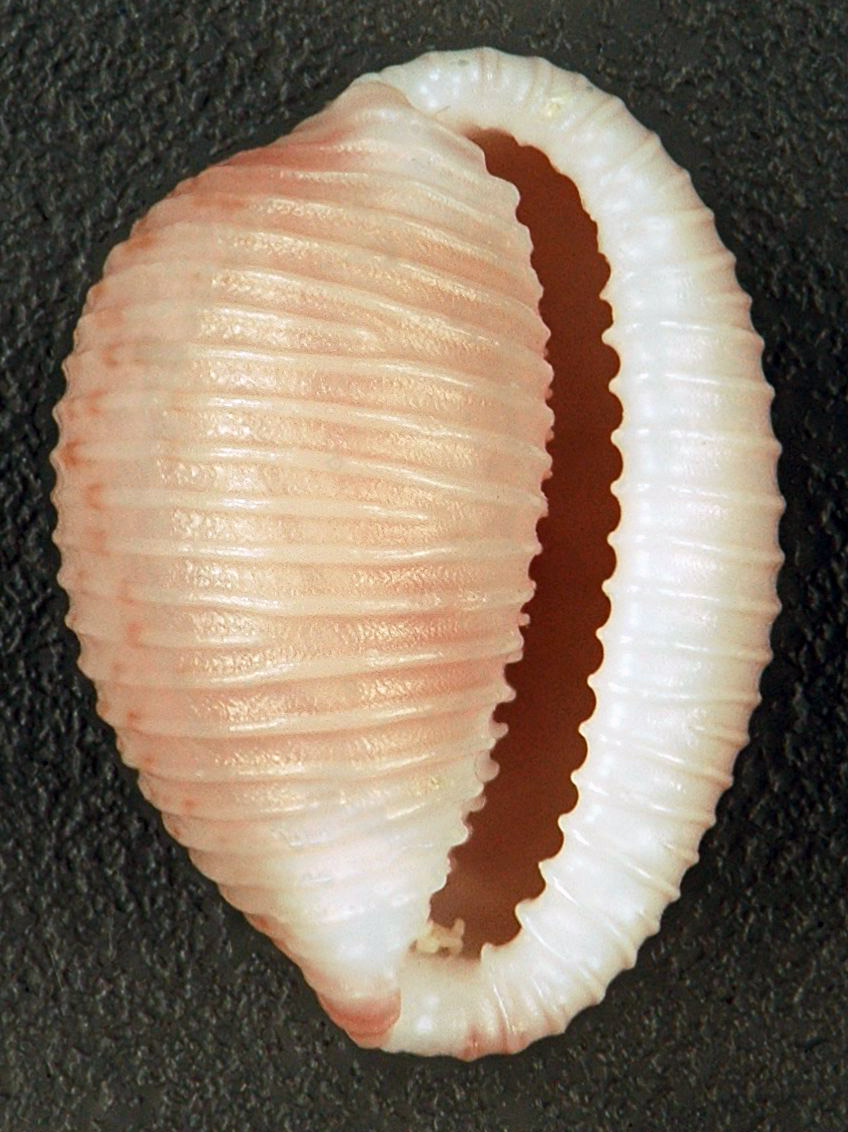
La ceremonia Diloggun o de las dieciséis caracolas. El santero usa conchas para comunicarse con los orishas.

La adivinación se da a través de los tres oráculos (ceremonias) que componen la religión. Los babalawos realizan el oráculo de «ifá» (Se adivina con un tablero de ifá, por ejemplo, el «ekuele»). Los santeros realizan el oráculo del «Dilogún» (con caracolas) y el oráculo del «Biagué» (con un coco). Hay otros oráculos orientan al consultador mediante la interpretación de «oddun» o signos.

### Fetiches orishas
La creación de figuras para el uso espiritual es una práctica que se encuentra en religiones de todo el mundo. Estas figuras representan a dioses, fenómenos y espíritus, no a individuos vivos y suelen ser de mayor tamaño y estar realizados en madera, para que perduren y no en tela o materiales frágiles como los fetiches del vudú, cuyo uso y función son sólo temporales.
El vudú es el resultado del sincretismo que se produjo en Haití entre la religión yoruba ("Ocha"), la magia bantú regla de Palo Monte y la magia clásica europea. El resultado es muy parecido a la Quimbanda en Brasil, de origen angoleño o la regla Palo Kimbiza en Cuba de origen congoleño. De hecho la regla Kimbiza cubana tiene cierta influencia haitiana en sus orígenes.
Cada deidad tiene uno o varios objetos asociados, como lo son las plumas de pavo y la miel para Ochún, las conchas para Yemayá, las llaves para Exú o las hachas y los tambores Batá para Changó.
|                                                |
| Altar en el Templo de Yemayá (Trinidad, Cuba). |

|                  |
| Fetiche de Eshu. |

|                     |
| Fetiche de Elegguá. |

|               |
| Virgen negra. |

### Herbología curativa lucumí

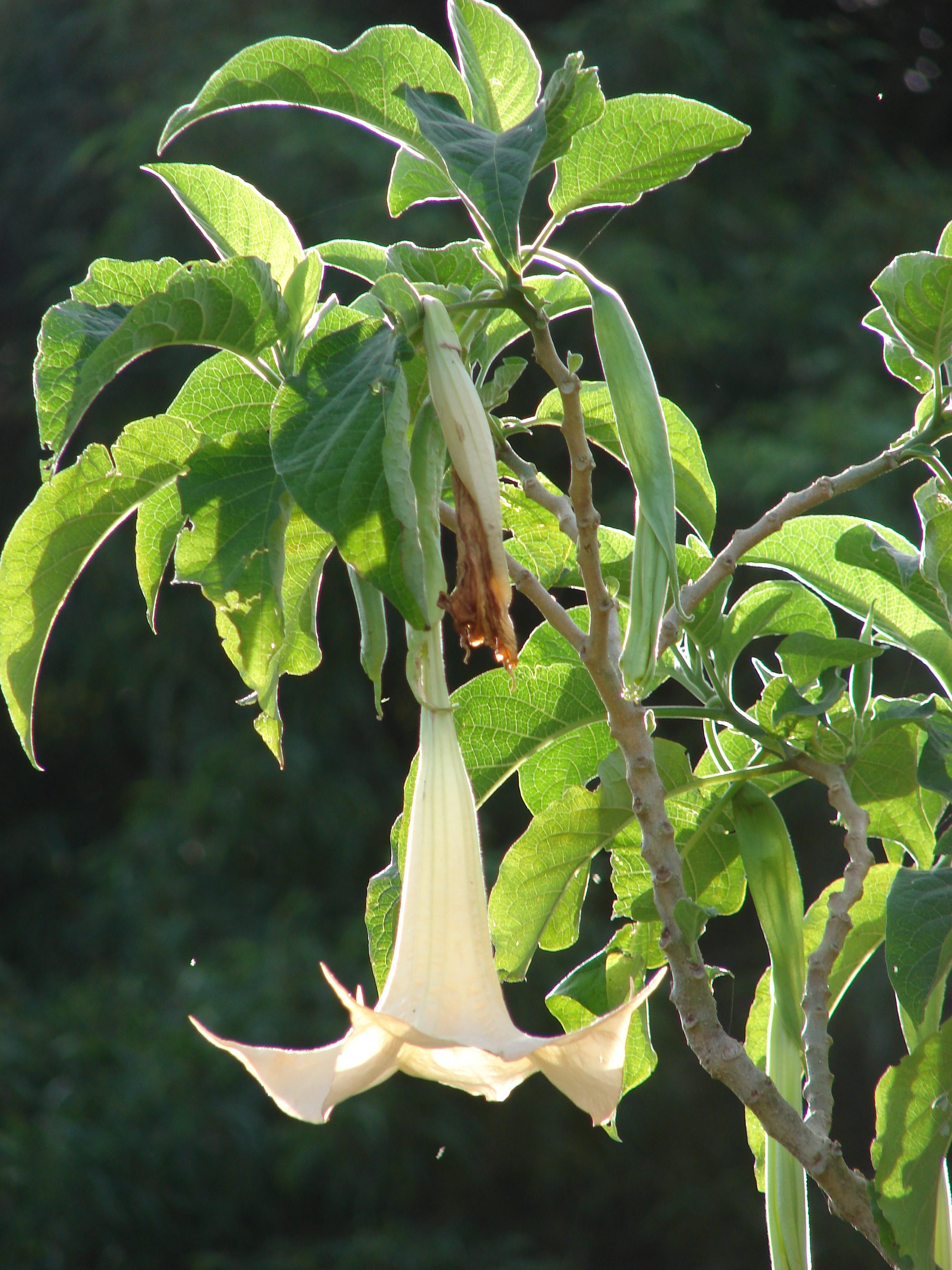
Florifundio (Brugmansia candida) es una planta medicinal en la cultura popular cubana.

El antropólogo Brian Du toit publicó en 2001 Curación Etnomédica (Popular) en el Caribe, donde afirmaba que «Cuba es una de las regiones en las que se ha realizado una mayor cantidad de investigaciones etnobotánicas». Du Toit cita los estudios de Lydia Cabrera sobre el papel religioso y curativo de las plantas medicinales indígenas, y José Gallo en la compilación de 900 páginas de medicina popular; Las yerbas con propiedades medicinales se llaman ewés. El Florifundio (Brugmansia candida) es efectiva como broncodilatador, debido a su contenido de escopolamina y atropina en las hojas. La caña santa, yerba de limón o limoncillo (hierba Cymbopogon) se usa para la presión arterial baja y como antiinflamatorio. El té de tomillo y el aceite de ricino se utilizan para el embarazo y la malva té (Corchorus siliquosus) induce la rápida expulsión de la placenta.
Hay tres orishas de la curación principalmente (aunque se pueda invocar a otros): Ossaín, el orichá de las hierbas y patrón de curanderos (por ello se les llama osainistas), que está sincretizado con San José, San Benito, San Silvestre o San Jerónimo; Babalú Ayé, el orichá de las enfermedades contagiosas y epidémicas y patrón de las víctimas y supervivientes de la viruela, la lepra y las enfermedades de la piel (también se ha convertido en el patrón de las personas con VIH/sida); e Inle, la patrona de los médicos, del método científico para la curación y de los problemas de salud más específicos. Inle es también la patrona de gays y lesbianas.
Las hierbas también pueden ser usadas para inducir al sacerdote a ser poseído por la deidad (trance) utilizando las propiedades alucinógenas de la trompeta del diablo (Datura metel) y el estramonio (Datura stramonium). Ambas tienen atropina y escopolamina, más conocido como burundanga, causando amnesia. También son valorados los psicoactivos del sapo de caña (Bufo marinus).
Además de ser herbolario, la práctica tradicional de sanación santera tiene un aspecto espiritual. La santería tiene un enfoque holístico, reconociendo la conexión con el corazón, la mente y el cuerpo. Según esta filosofía, el mundo fluye con la energía vital primordial llamada aché o crecimiento, la fuerza hacia la integridad y la divinidad. Aché es la corriente que el canal de Santería inicia para que les permita cumplir su camino en la vida. Cuando una persona está enferma, el sanador piensa, interpreta y reacciona, considerando la enfermedad no solo como una disfunción física, sino también como una interfaz con el sufrimiento y la mala suerte en la vida, que se cree que es provocada por la actividad de los malos espíritus.

#### Espiritismo
Du Troit señala que la santería tiene un fuerte componente espiritista. El espiritismo es la creencia popular en América Latina de que los espíritus benignos y malignos pueden afectar a la salud, suerte u otros aspectos de los mortales. No se debe confundir con el espiritismo fundado por Allan Kardec, aunque se basan en una idea parecida.
La reputación de los espiritistas suele ser negativa, ya que se les relaciona con la brujería. Antes de la secularización los curanderos tradicionales de la santería y otras culturas latinoamericanas que trabajan con la curación a través del mundo espiritual se consideraban oficialmente como obradores del diablo desde la Iglesia católica. El modelo único de conocimiento médico es apreciado como un sistema de etnofarmacología o etnomedicina.

### Ofrendasadimú

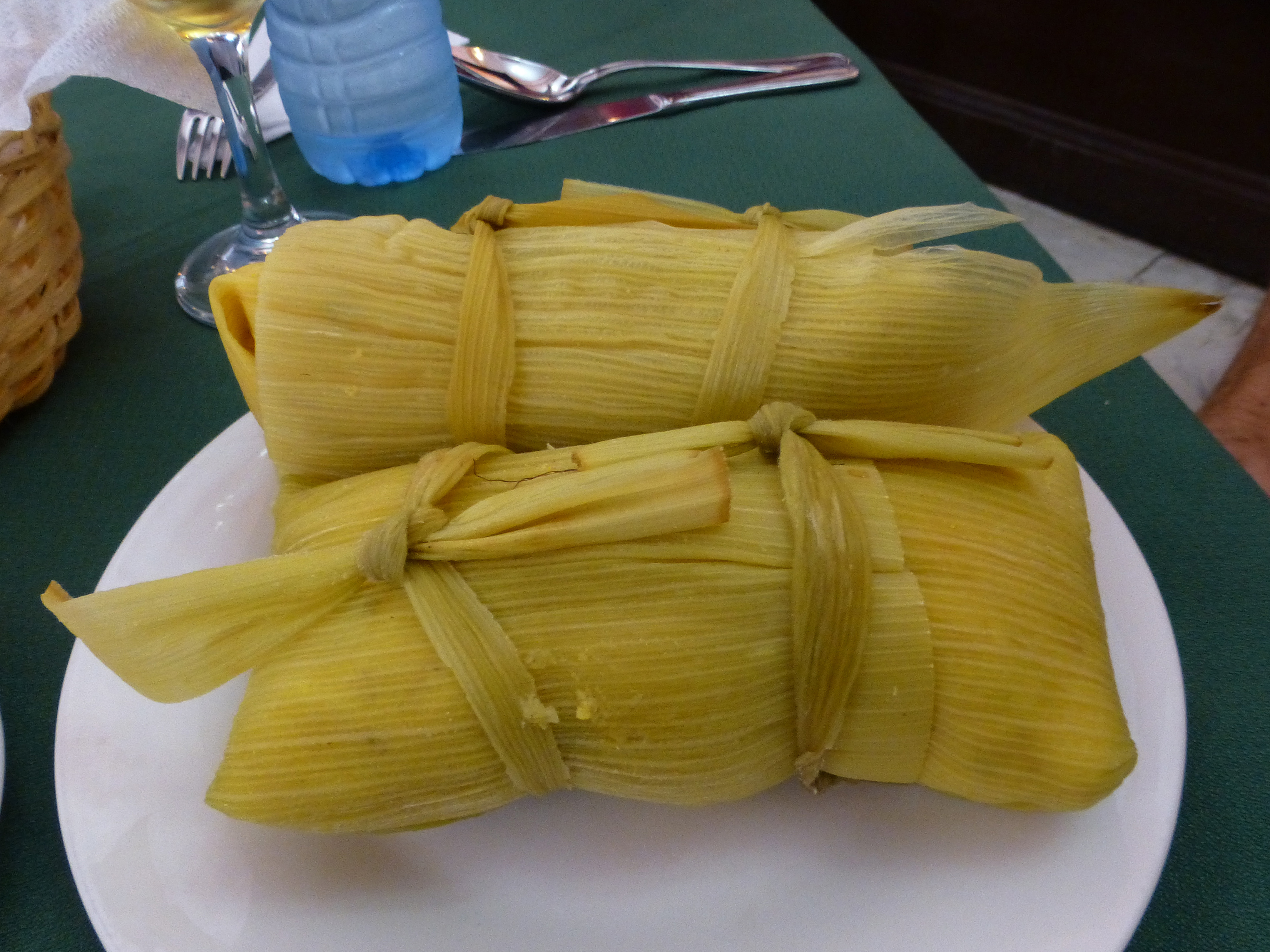
Los adimú suelen envolverse en hojas de maíz.

Los adimú son ofrendas comestibles o sacrificios que se le presenta a los orishas con la finalidad de obtener el bien deseado o de consolidarlo en caso de ya tenerlo. Este bien que aparece en la consulta del diloggun o caracol, puede ser «yale» (completo), o «cotoyale» (incompleto). Se dice Adimú cuando la ofrenda se coloca al pie del orisha que lo haya solicitado; aladimú, si se coloca sobre la deidad.
Algunos ejemplos de adimú son:
- El oguidi, también llamado oguede o agguidi es un dulce parecido al tamal que se ofrendan a los orishá de los ancestros, Oya y a Eggun, o también a Oggun. Se prepara con harina de maíz, un poco de vinagre, azúcar moreno, canela en rama, zumo de limón, anís y vainilla envuelto en hojas de plátano y ofrendado con miel o melao de caña. Después se presentan delante de Oya o de la teja de eggun durante los días que se determine al darle coco al santo y después se llevan al cementerio o al lugar que indique la tirada del coco.
- El dulce de guayaba y coco para Elegguá.
- El eko, de maíz envuelto en hojas de plátano. A Oshun se le presenta con miel, a Obatala con cascarilla (cáscara de huevo pulverizada, producto valorado por los lucumí) y manteca de cacao, a Yemayá con melaza, a Eleggua con corojo, y así sucesivamente al resto de los Orishas utilizando los ingredientes correspondientes.

## Rituales y ceremonias religiosas

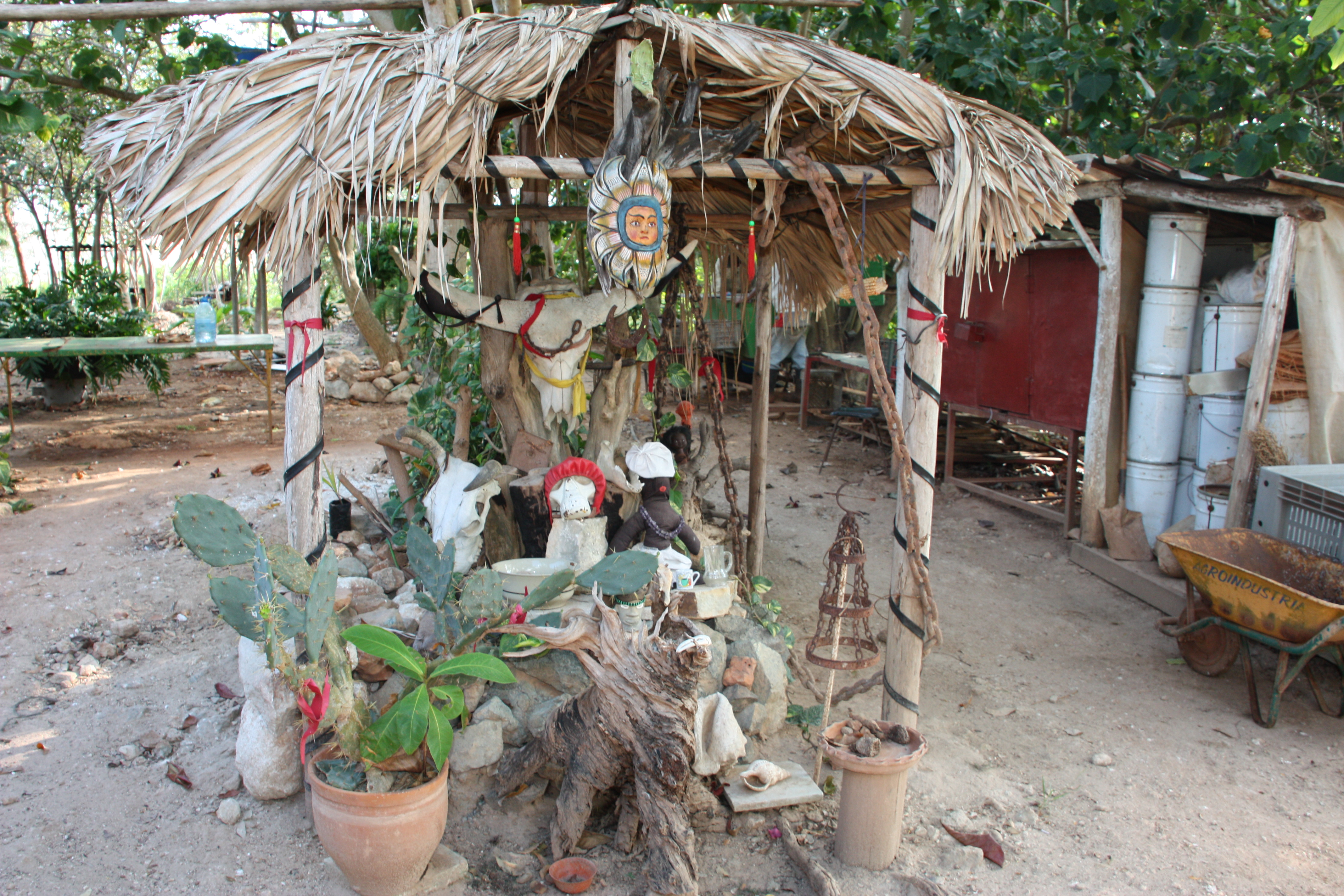
Igdobun, altar santero en Cuba.

La santería no tiene un credo central para sus prácticas religiosas; aunque se entiende en términos de sus rituales y ceremonias. Estos rituales y ceremonias tienen lugar en lo que se conoce como casa-templo o casa de santos, también conocida como ilé. Los sacerdotes realizan las ceremonias en sus propias casas, porque la santería carece de templos. Los sacerdotes y las sacerdotisas construyen los santuarios ilé a cada orichá, creando un espacio para el culto llamado igbodun, el altar. En el igbodun se muestran tres tronos distintos (cubiertos con azul regio, blanco y rojo satinados) que representan los asientos de las reinas, los reyes y los guerreros deificados.
Cada ilé está compuesto por aquellos que ocasionalmente buscan la guía de los orishas así como aquellos que están en proceso de convertirse en sacerdotes.
Los numerosos cabildos y casas de santos que surgieron en los siglos XIX y XX son considerados ahora como los lugares donde se originaron y preservaron la cultura y religión cubana Lucumí.
Para pertenecer a la santería los creyentes deben pasar primero por una serie de rituales que llevan un orden en específico que debe respetarse. Uno de los sacramentos o rituales para entrar es el Kari osha, es decir, «hacerse santo». Un santero ya puede practicar la santería y darle continuidad iniciando a más personas, esto siempre y cuando no le sea prohibido por su ángel de la guarda.
La santería es una religión orientada a la práctica; la corrección ritual se considera más importante que la creencia. Tiene un elaborado sistema de rituales, y sus ritos denominados ceremonias. La mayoría de sus actividades giran en torno a los orisha y se centran en la resolución de los problemas de la vida cotidiana. Los practicantes suelen utilizar el término «trabajo» para referirse a la actividad ritual.
La santería es una religión iniciática, organizada en torno a una jerarquía estructurada. Un ethos de secretismo impregna muchas de sus prácticas, y los iniciados suelen negarse a hablar de ciertos temas con los no iniciados. Por esta razón, Mason describe la santería como una sociedad secreta. Para los rituales, se suele utilizar la lengua lucumí. A veces se denomina la lengua de los orichasy se considera un lenguaje divino a través del cual los practicantes pueden contactar con las deidades. Aunque algunos practicantes se sienten incómodos utilizándolo, la mayoría de los iniciados conocen decenas o cientos de palabras y frases del lucumí. La mayoría de los cubanos no entienden la lengua lucumí, salvo algunas palabras que se han filtrado al español cubano. El lucumí deriva de la lengua yoruba, aunque desde el siglo XIX se ha vuelto «cada vez más fragmentada e ininteligible». Al pasar del yoruba al lucumí, se olvidó la pronunciación yoruba de muchas palabras, y a principios del siglo XXI algunos practicantes han estudiado la lengua yoruba para comprender mejor el significado original de las palabras lucumí.

### Casas templo

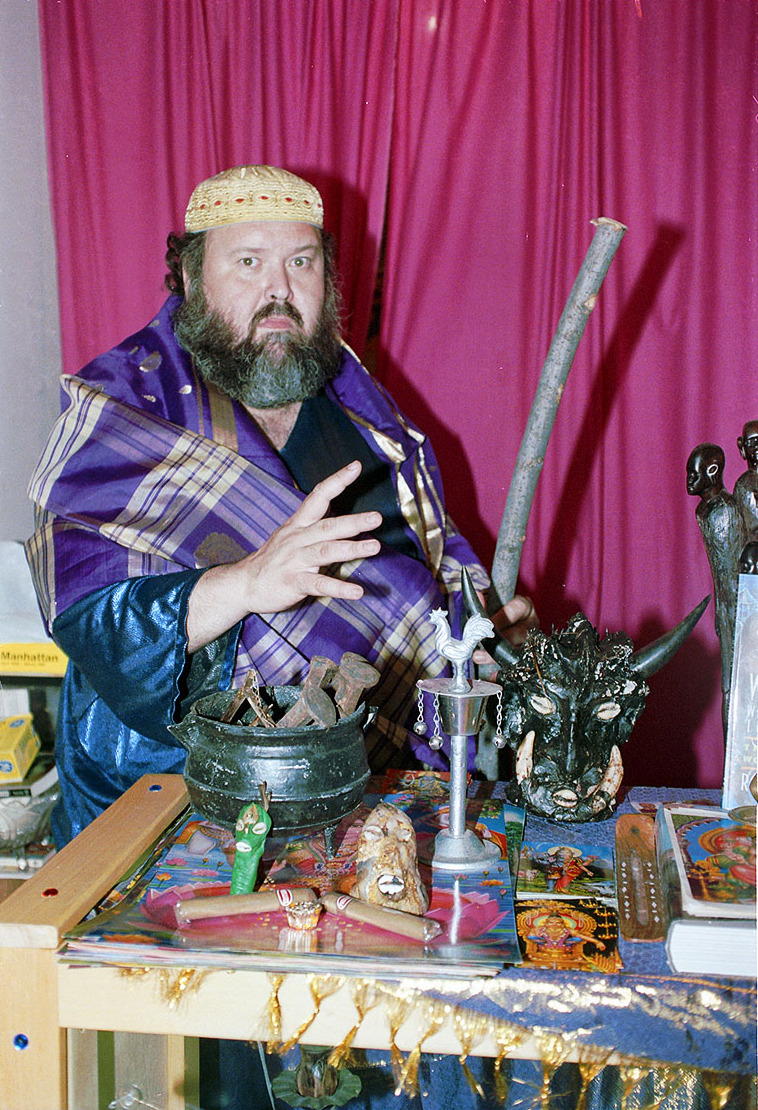
Baba Raúl Cañizares, un sacerdote cubano tanto de la santería como del palo, fotografiado con su parafernalia ritual

Los rituales tienen lugar en la casa templo,casa de santos,casa de religióno ilé («casa»). Esta casa suele ser el hogar personal de un santero o santera. Suele tener una sala interior, el igbodu («bosquecillo sagrado del festival»), donde se celebran los rituales más importantes. También hay una eyá aránla o sala, a menudo una sala de estar, donde se pueden realizar ritos semiprivados. Otro espacio, el iban balo, o patio, se utiliza para ocasiones públicas, así como para el cultivo de plantas y el alojamiento de los animales que serán sacrificados. La casa suele incluir un lugar donde se guarda la parafernalia ritual, instalaciones de cocina y espacios para que los visitantes duerman.
La casa no sólo se refiere al edificio donde se celebran las ceremonias, sino también a la comunidad de practicantes que se reúnen allí. En este sentido, muchas casas tienen un linaje que se remonta al siglo XIX, y algunos santeros y santeras pueden nombrrar a todos los practicantes que se han iniciado en ella. En algunas ceremonias, se recitan los nombres de estos individuos, considerados como ancestros de la casa, en orden cronológico. Aunque miembros de distintas casas suelen interactuar, cada una de ellas es en gran medida autónoma, lo que permite que haya variedad en sus prácticas. En Cuba, es habitual que los practicantes de la santería se reúnan con regularidad y se consideren como una familia: la familia de santo. Por el contrario, en una zona como Veracruz (México), muchos practicantes asisten a rituales grupales y luego se marchan, a veces sin volver a ver a sus copracticantes.
La mayoría de las casas son establecidas por un santero o santera que ha atraído seguidores. Un aprendiz es conocido como su ahijado o ahijada. Se refieren a su santero/santera como padrino o madrina. La relación entre los santeros/santeras y sus «ahijados» es fundamental para la organización social de la religión, y los practicantes creen que cuantos más «ahijados» tenga una santera o santero, mayor será su aché. Se espera que los «ahijados» contribuyan tanto con su trabajo como con sus finanzas a los actos que se celebran en la casa y, a cambio, el santero/santera les brinda asistencia para sus necesidades. Dentro de la religión, ofender al padrino o madrina se considera también una ofensa al oricha que «gobierna la cabeza». Los practicantes expresan su respeto tanto a su padrino o madrina como al orisha mediante una postración ritual, el moforibale, en la que inclinan la cabeza hacia el suelo. La forma precisa del moforibale difiere según si el orisha personal del individuo es masculino o femenino.

### Altares

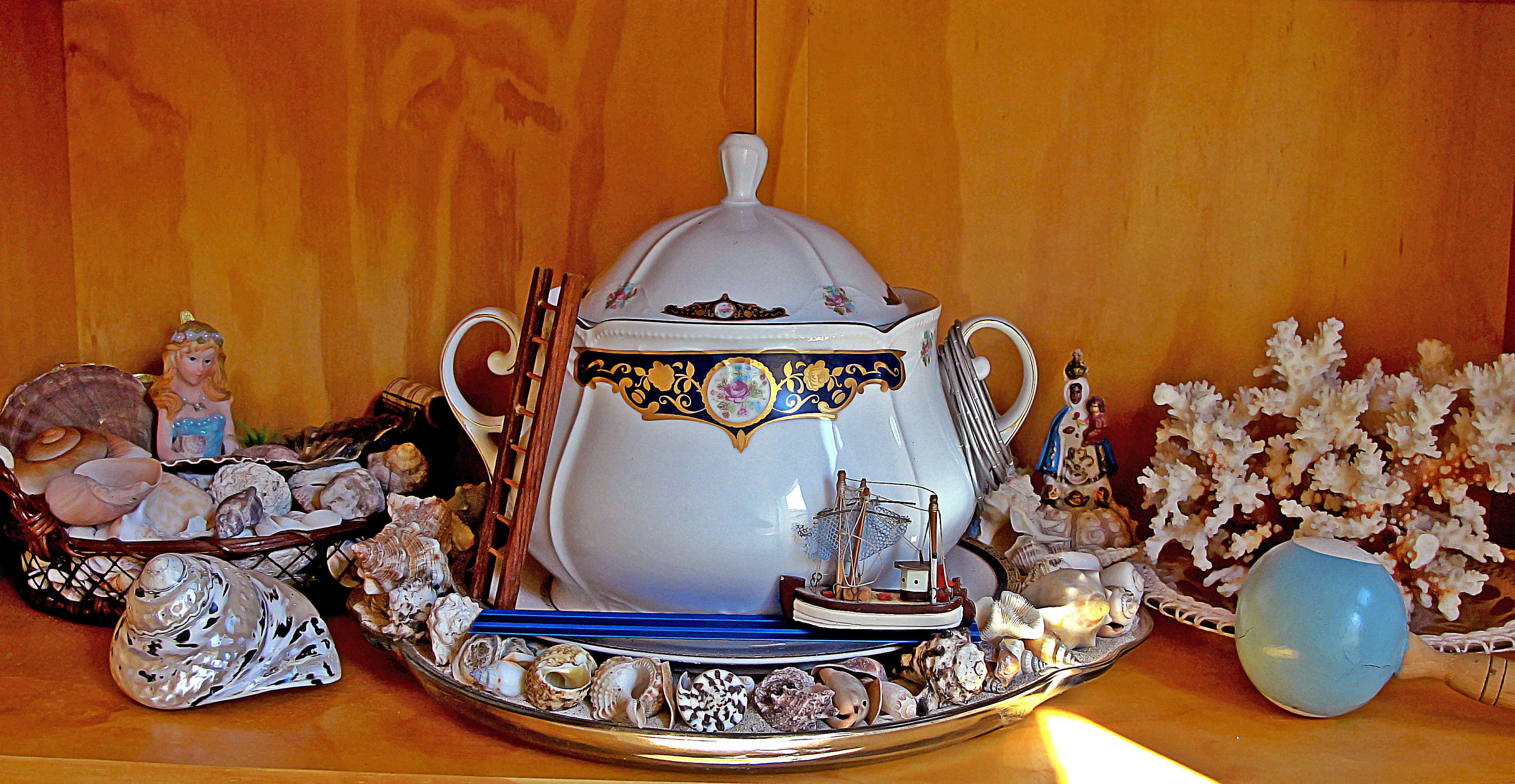
Una sopera con otanes que representan al orisha Yemaya, que se asocia con el mar; los altares de Yemaya suelen tener conchas marinas y parafernalia náutica..

Altares o santuarios para los oricha suelen encontrarse tanto en el igbodu como en los hogares de los practicantes. En estos altares hay objetos sagrados, denominados fundamentos, que se guardan en recipientes de porcelana, a menudo soperas. Los fundamentos más importantes son las piedras denominadas otanes (sing. otán), que se consideran la representación literal y simbólica de los orisha y, por tanto, entidades vivas. Se considera que son fuentes de aché, y que los otanes más antiguos tienen más aché que los más jóvenes.
Los practicantes recogen piedras del paisaje y luego utilizan la adivinación para determinar cuáles contienen un orisha y, de ser así, de qué oricha se trata. A veces, algunos otanes presentan rasgos que los vinculan a un oricha concreto; por ejemplo, las piedras del océano se relacionan con Yemaya, los guijarros de río con Ochún y los fragmentos de meteorito con Changó. Se considera que cada orisha prefiere un color y un número determinado de otanes en la sopera que se le dedica; Changó tiene seis o diez piedras negras, Obatala tiene ocho piedras blancas, mientras que Ochún prefiere cinco piedras amarillas. Los nuevos otanes se someten a un rito de bautismo en el que se les lava con osain (una mezcla de hierbas y agua), y se les «alimenta» con sangre de animales. Cuando un iniciado recibe sus piedras, jura protegerlas y alimentarlas al menos una vez al año.

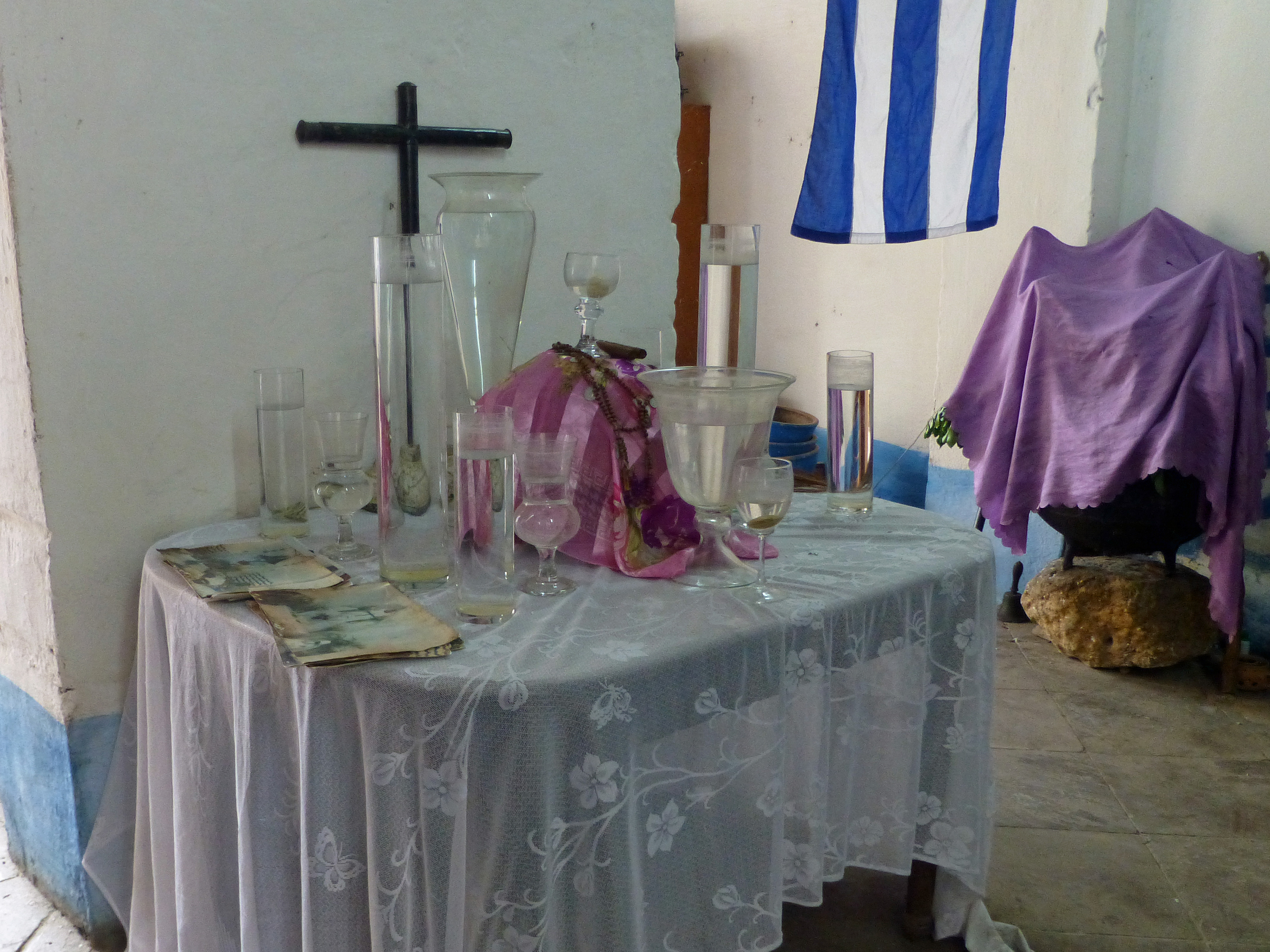
Una bóveda, o mesa blanca, dispuesta para los espíritus de los muertos, en una casa de Trinidad, Cuba

Otro tipo de material que se coloca dentro de la sopera son las conchas de cauri; normalmente se añaden 18, aunque el número exacto varía en función del orisha a la que esté dedicada la sopera. La sopera suele estar cubierta por una tela (el pañuelo) que se colorea de acuerdo con el orisha en cuestión. Sobre la sopera se colocan a menudo collares, que también representan un orisha en particular. En el altar, las soperas van dispuestas en una jerarquía descendente dependiendo de a qué orisha esté dedicada cada una, con la de Obatala en la cima.
Muchos altares contienen pocas o ninguna representación antropomórfica de los orisha, aunque a menudo incluyen objetos asociados a ellos: un hacha de madera para Changó o un abanico para Ochún, por ejemplo. La creación de estos altares se considera costosa y requiere mucho tiempo. Los materiales puede seleccionarse en función de los gustos del creyente; los antropólogos han observado a practicantes que han incluido en sus altares figuritas taoístas o estatuas de magos. A menudo se colocan alimentos y flores en el altar como ofrendas. Aunque rara vez se incluyen en sus altares, los practicantes suelen tener estatuas de santos católicos en otros lugares de sus casas.
Además de su altar a los orisha, muchos practicantes tienen altares reservados para los espíritus de los muertos. Suelen consistir en una mesa cubierta de blanco conocida como bóveda, derivada en parte de la Mesa Blanca del Espiritismo. Las bóvedas suelen tener fotografías de familiares fallecidos, a los que se les hacen ofrendas; ofrendas populares para los espíritus de los muertos incluyen siete vasos de agua, un cafecito y el aguardiente. Muchos practicantes también consagran a sus antepasados familiares bajo el lavabo del baño. Este lugar se elige para que los antepasados puedan viajar entre los reinos de los vivos y los muertos a través del agua de las tuberías.

### Ofrendas y sacrificio de animales

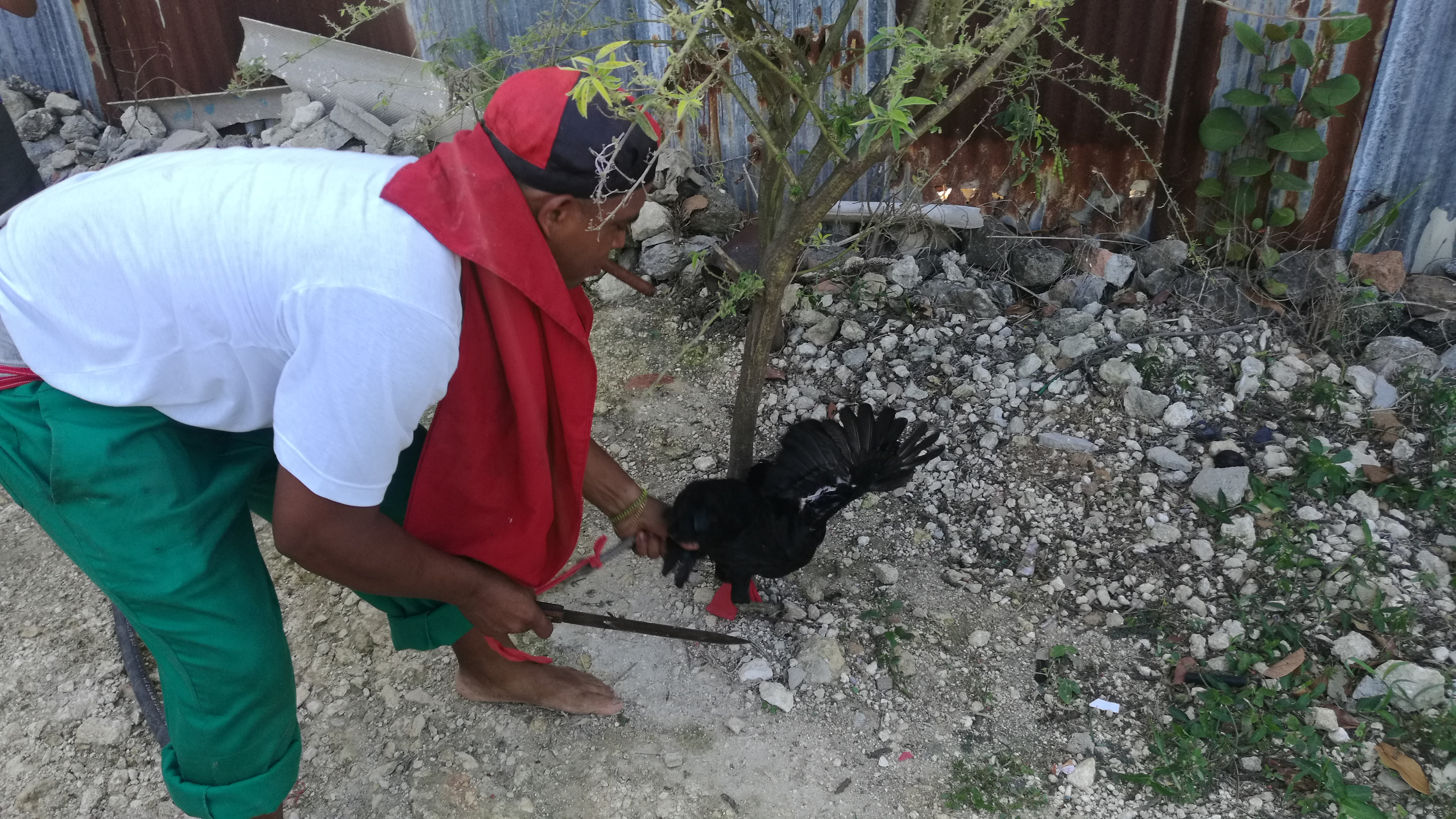
Sacrificio de una gallina en un ritual de santería en 2017 en La Habana

Las ofrendas se denominan ebbó(o ebó), y se ofrecen a los orisha, a espíritus ancestrales, al propio ori de la persona, y a veces a la tierra. Estas ofrendas pueden consistir en fruta y otros alimentos, licor, flores, velas, dinero o animales sacrificados. A menudo se recurre a la adivinación para determinar la naturaleza exacta de la ofrenda; se supone que los iniciados deben realizar ofrendas con regularidad, y al menos una vez al año. Ofrecidas para fortalecer a las fuerzas sobrenaturales, como agradecimiento o como súplica, ayudan a formar una relación recíproca con estas entidades con la esperanza de recibir algo a cambio. Si esto no se materializa, los practicantes pueden recurrir a varias explicaciones: que los detalles del ritual eran incorrectos, que el sacerdote o la sacerdotisa que realizó el rito carecía de suficiente aché, o que se ofreció el ébbo equivocado para la situación.
Llevado a cabo por un matador, el sacrificio de animales se denomina matanza. Normalmente lo lleva a cabo un hombre, y se prohíbe la participación de las mujeres que están menstruando. Aves—incluyendo pintadas, pollos y palomas—suelen sacrificarse degolladas o con la cabeza retorcida y arrancada. En rituales de mayor importancia, los sacrificios suelen ser de animales de cuatro patas. Algunos practicantes describen la matanza de animales como un sustituto aceptable de los sacrificios humanos. Se cree que los orisha y los espíritus «comen» la sangre de la víctima; se considera que la fuerza vital de ésta se transfiere al orisha, reforzando así su aché. A veces se entiende que un animal que lucha por evitar que lo maten tiene una fuerza especial que luego pasará al orisha.
Una vez sacrificados, las cabezas cortadas de los animales pueden colocarse encima de la sopera perteneciente al oricha al que se ha dirigido el sacrificio. Una vez descuartizado el cadáver, algunos de los órganos—conocidos como acheses—pueden cocinarse y ofrecerse al orisha; otras partes serán consumidas por los practicantes. Parte de la sangre puede recogerse y añadirse al omiero, una infusión de hierbas y agua. Este líquido, que se cree que contiene mucho aché, se utiliza para eliminar influencias malévolas y en ceremonias para bautizar herramientas rituales. El sacrificio de animales en la santería ha sido motivo de preocupación para muchos no practicantes, y a veces ha llevado a los adeptos a enfrentarse con la ley. En el caso de 1993 de la iglesia del Lukumi Babalu Aye contra la ciudad de Hialeah, el Tribunal Supremo de EE. UU. dictaminó que las leyes sobre crueldad animal dirigidas específicamente a la santería eran inconstitucionales.

### Hacerse santo

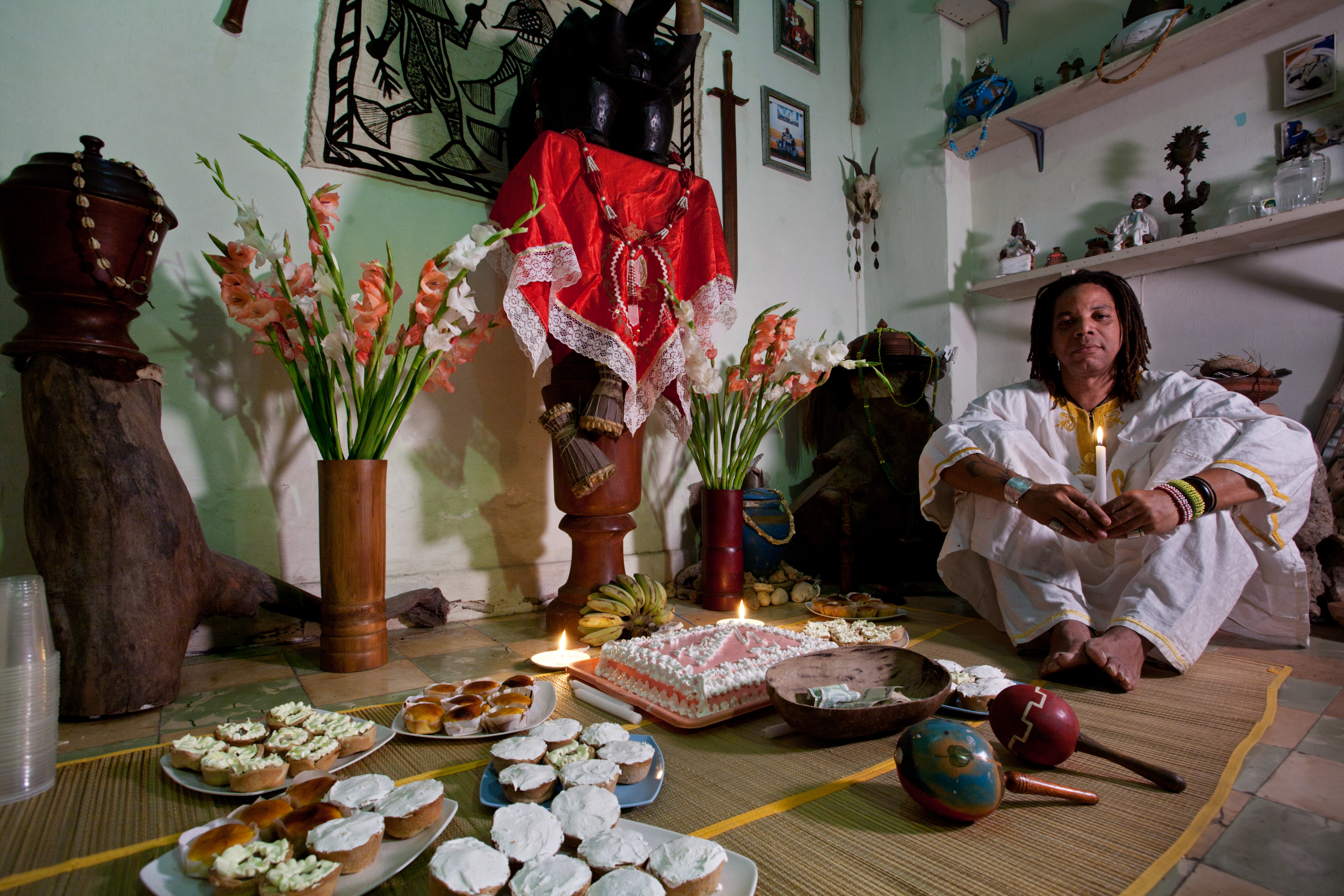
Los «Iyabó» adoptan un nombre como santero y deben vestir de blanco durante ese primer año de purificación.

En la concepción santera, hacerse santo quiere decir asentarse su ángel de la guarda en su cabeza, es decir, tener a tu Orisha tutelar contigo ad eternum y la responsabilidad y compromiso que ello requiere. Se determina el Orisha tutelar previamente a hacerse santo, pues la ceremonia varía en función del Orisha que se va a coronar. A la persona que se le hace santo se le llama «iyawó» (también iyabó o yabó), título que recibirá solo por ese año en el cual debe con rigurosas y estrictas reglas y tras finalizar ese año de purificación ya se le llama santero u olorisha.
Para convertirse en santero o santera, el iniciador debe pasar por un proceso de iniciación intensivo en el que la enseñanza de las habilidades rituales y el comportamiento moral se produce de manera informal y no verbal. La ceremonia del kari osha tiene una duración de 7 días en los cuales se renace, se reciben los orishas, se obtiene itá de santo y nombre de santo (nombre que identifica al santero dentro de la religión). Esa ceremonia la dirige el «Obá Ení Oriaté» que es un santero de amplios conocimiento y experiencia que lo hizo merecedor de ese títulos, aparte de los padrinos y otros santeros a los cuales se les asignan distintas tareas que permiten el oportuno desarrollo de la ceremonia. Para empezar, el iniciador pasa por lo que se llama un ritual de limpieza. El padrino del iniciador limpia la cabeza con determinadas hierbas y agua. Se debe escoger padrino («babalosha») o madrina («iyalosha»), ya que simbólicamente se nace de ellos y son quienes junto a la «oyugbona» guían el camino religioso del iniciado. El Padrino frota las hierbas y el agua en un patrón específico de movimientos en el cabello. Sin embargo, si una persona está ingresando a la Santería por la necesidad de curación, se someterá a la rogación de la cabeza (bendición de la cabeza), en la cual se aplica agua de coco y algodón en la cabeza. Una vez limpiado, hay cuatro rituales de iniciación principales que el iniciador tendrá que realizar: obtener los elekes (collar de cuentas), recibir a Los Guerreros (Oddé, los orishas guerreros), hacer Ocha (Santo) y Asiento (ascender al trono).

#### Ritual de obtención de loselekes

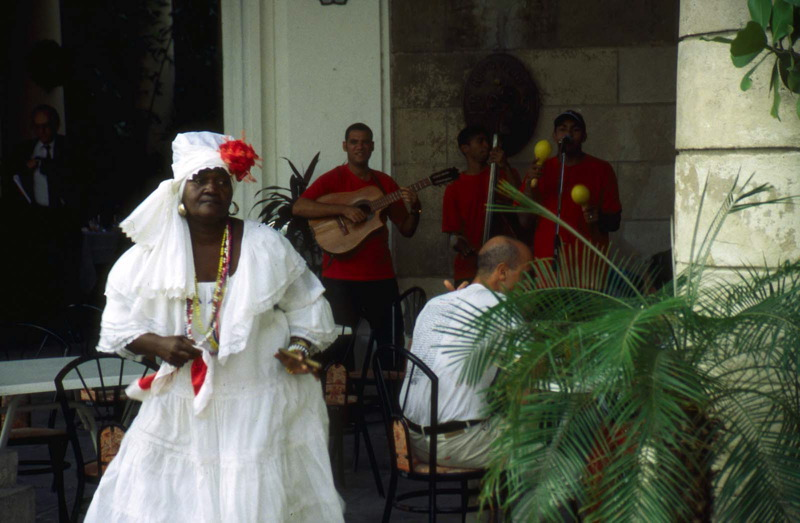
Mujer portando varios elekes (collares de cuentas).

El primer ritual se conoce como la adquisición de los collares de cuentas (conocidos como elekes); de acuerdo con de La Torre "los colores y patrones de las cuentas en los elekes serán los de la orichá que sirve como cabeza de la iyawo (novia) y ángel de la guarda, por lo que lo primero que debe hacerse es determinar quién es el orichá es. El collar de elekes se baña con una mezcla de hierbas, sangre de sacrificio y otras sustancias potentes y se administra a los iniciados.
El iniciado más a menudo recibe el collar de las cinco oricha más poderosas y populares, ya que las cuentas multicolores de las elekes están modeladas para los Orishás primarios (Eleguá, Obatalá, Yemayá, Changó y Ochún), y sirven como un punto sagrado. de contacto con estos orishás. Cuando se recibe el collar, el iniciado debe inclinarse sobre una bañera y lavarse la cabeza con el olo orichá. Los elekes son como estandartes sagrados para los Orishás y actúan como un signo de la presencia y protección del Orichá. Los elekes no se deben vestir durante el período de menstruación, ni durante el sexo ni al bañarse.

#### Ritual de Medio Asiento
El segundo ritual importante es conocido como medio asiento, la creación de una imagen de la orichá Eleguá. El individuo pasará por una consulta con un santero, donde se revisará la vida, el pasado, el presente y el futuro de todos los destinatarios. Durante la consulta, el Santero determina qué camino de Eleguá recibirá el destinatario. Luego, basándose en sus hallazgos, elige los materiales que se utilizarán para construir la imagen de la Eleguá, una escultura que se utiliza para mantener a los espíritus malignos lejos de la casa del iniciador. Este ritual solo lo preparan los hombres cuando los orichás toman algo del espíritu "masculino" del Santero en el proceso.

#### Ritual de recibimiento de los guerreros
El tercer ritual, conocido como recibir a los guerreros, es un ritual donde los iniciados reciben objetos de su padrino que representa a los guerreros; Herramientas de hierro para representar a Ogún; un arco de hierro y una flecha para representar a Ochosi; y un cáliz de hierro o plata coronado por un gallo para representar a Osun. Este ritual comienza una relación formal y de por vida que el iniciado tendrá con estos Orichás, ya que los orichás dedican sus energías a proteger y proveer al iniciado en su camino.

#### Ritual de ascensión al trono
El último ritual del proceso de iniciación se conoce como asiento o ascender al trono, y es el ritual más importante y secreto de la santería, ya que es la ceremonia donde el o la iyawó renace. Este ritual es la culminación de los rituales anteriores y no se puede realizar a menos que los otros se hayan completado. El Asiento es un proceso de purificación y adivinación por el cual el iniciado se vuelve como un bebé recién nacido y comienza una nueva vida de crecimiento más profundo dentro de la fe.
Los santeros, u «omorishas» son los que entran en contacto con la deidad, por ejemplo, a través de consultas con caracol o consulta espiritual, en sesiones espirituales según el desarrollo de cada persona.
El «oriaté» es la persona que dirige las ceremonias de la divinidad (orisha, santo) para que esta se haga de manera correcta y en ella solo trabajan santeros que estén consagrados; al nuevo iniciado y recién consagrado se le llama iyawo el cual ya ha pasado por rituales secretos.
Los «aleyos» son aquellas personas que tienen ciertos conocimientos, son creyentes, están interesados en las ceremonias así que tengan algunos secretos, los rituales no se deben exponer ante las personas no consagradas.

### Bembé o Toque de Santos

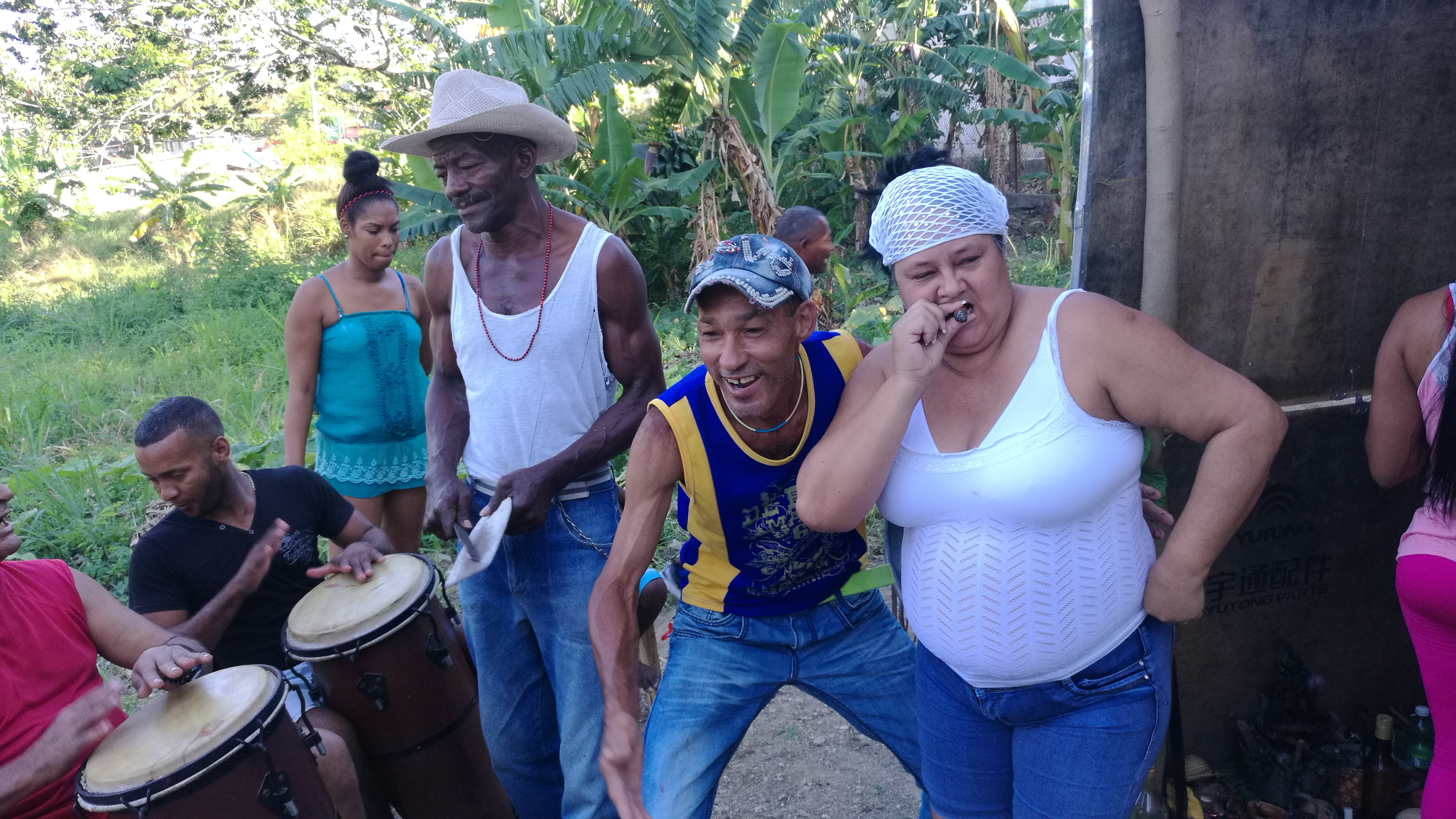
Bembé en Mantilla, al sur de La Habana.

El bembé, o también toque de Santos, es una fiesta religiosa en la que se canta y baila en honor a los Orishas. Se les alaba y se les implora a unirse a la fiesta. Se trata de una de las ceremonias más notables de la santería. Es esencial la presencia de instrumentos de percusión, como tambores batá, tumbadoras o tabales, pues no se puede celebrar la ceremonia sin ritmos. Cada Orisha tiene un ritmo asociado, cosa que los tamborileros deben dominar para poder tocar conjuntamente. Tanto en la religión yoruba como en la santería el tambor es un objeto sagrado y la música se considera una dimensión mística para entrar en contacto con los Orisha. De hecho, el cante y baile en el bembé se consideran oraciones a los dioses.
Actualmente en muchos lugares de Cuba se celebran bembés en espacios públicos de pueblos y ciudades y están abiertos a que se una quien quiera. Por ejemplo, en Santiago de Cuba se celebra en octubre el Bembé general, el cual se considera una forma de limpieza espiritual colectiva.
A veces el bembé acaba en un ritual de posesión o trance, por el cual una deidad Orisha se manifiesta en el bembé a través de un sacerdote santero. En principio, sólo los sacerdotes pueden ser poseídos, y sólo al Orisha al que se han consagrado. La posesión de un Orisha es motivo de gran alegría entre los participantes del bembé.
|               |
| Danza a Ogún. |

|                  |
| Danza a Obatalá. |

|                 |
| Danza a Yemayá. |

|                |
| Danza a Oshún. |

### Ceremonia deEbbó
Consiste en el sacrificio de animales. La función de este ritual es la de resolver problemas de índole económica, problemas de salud o de estabilidad espiritual. En la santería, el sacrificio de animales está determinado por el rito de la adivinación, es decir, cada sacrificio responde a la solicitud, a través de los métodos de adivinación, de algún orishá o ancestro que requiere de uno o varios animales para poder resolver la situación que la persona consultada quiera solucionar.
En este sentido, el sacrificio no es un instrumento mediante el cual se pretenda redimir pecado alguno ya que en la santería no existe tal concepto. En la santería ni el hombre ni la mujer son concebidos como depositarios a priori de una o más culpas. El sacrificio, según la cosmovisión santera, es la vía mediante la cual puede ser restaurado un proceso o un ritmo que haya sido interrumpido. Los santeros aluden a que cada quien nace con un ritmo específico, un ritmo espiritual en la vida, que no debe ser interrumpido ya que si es así, entonces la persona no podrá realizarse plenamente. Sin embargo, cuando este ritmo ha sido trastocado, por las razones que hayan sido, entonces se requiere del sacrificio de un animal para restaurarlo. La sangre del animal, ofrecida a algún orishá o ancestro, es capaz de restaurar dicho ritmo porque ella está ligada directamente a un ritmo en el cuerpo del animal.
Este ritual ha sido criticado por los medios de comunicación occidentales.
También es muy común el uso de ofrendas que pueden varias entre comidas, frutas, flores dependiendo del Orisha que se esté agasajando.

## En la cultura popular

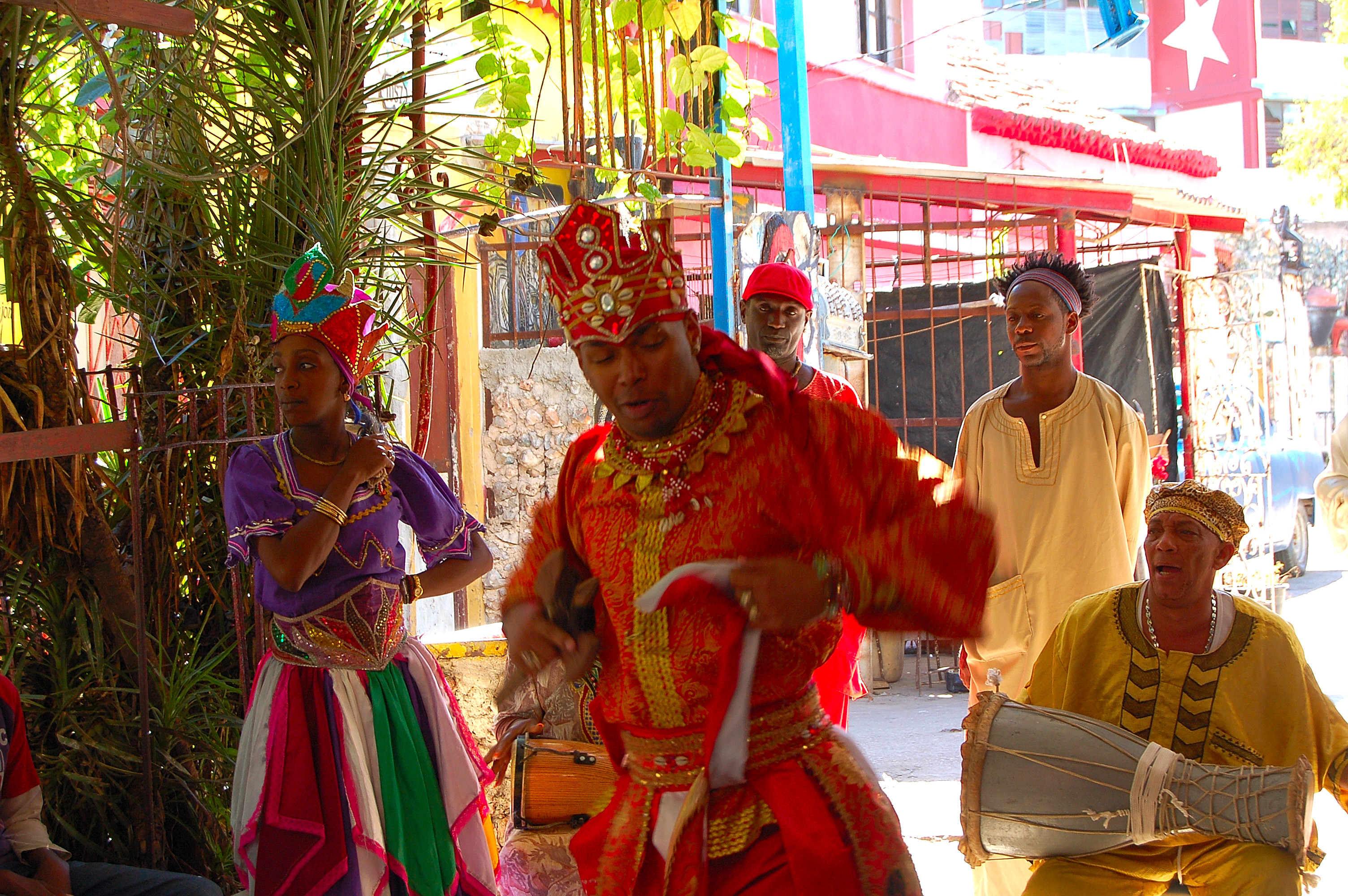
Santeros en La Habana Vieja. La danza y la música son dos expresiones artísticas fundamentales en la cultura yoruba y en la santería. Los ritmos africanos marcaron para siempre la música de Cuba en géneros como el bolero, el son, la salsa, el guaguancó, la rumba o el jazz latino.

En la cultura popular cubana se pueden encontrar muchísimas referencias a la santería. La expresión «tener aché» en Cuba significa «tener suerte». Al poder o energía de Olodumare se le conoce como aché, o ashé en yoruba. También está el dicho cubano «hacerse santo», que hace referencia a los Yawós (o «yabós»), los que se bautizan en la santería. Son fácilmente reconocibles porque durante su formación deben seguir un proceso riguroso de consagración para convertirse en santeros. Por ejemplo, vistiendo de blanco, alcanzar el máximo vínculo con su ángel de la guarda, el santo que los protege.

### Música
Celia Cruz, junto con La Sonora Matancera, homenajeó a lo largo de su discografía la cultura santera, con canciones como «Burundanga» (1953), «Plegaria a Laroyé» (1954) o «Yemayá» (1962) entre muchísimas más, culminando en el álbum recopilatorio Tributo a los Orishas de 1999. También el percusionista estadounidense de origen puertorriqueño Ray Barretto se consideraba «El hijo de Obatalá» (1973). También Celina y Reutilio, Merceditas Valdés, Candita Batista o Caridad Cuervo cantaron profusamente a Yemayá y a los demás orishas.
Quizá uno de los santos más populares entre los cubanos es Changó, el dios del trueno. Tiene una especial importancia en la cultura musical puesto porque el objeto mitológico asociado a Changó son los tambores Batá.

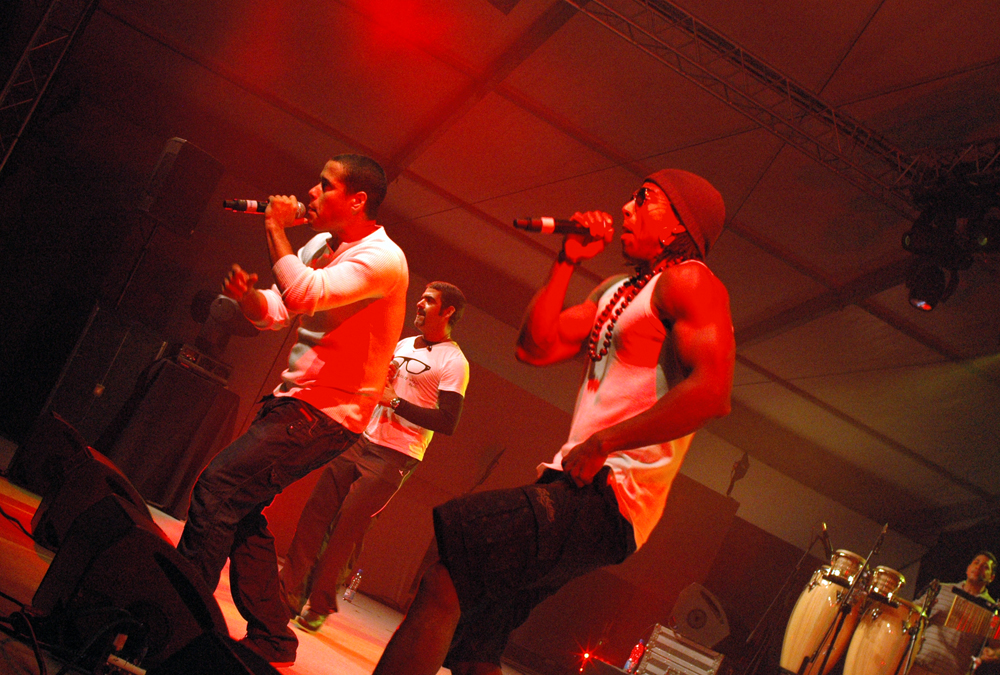
Orishas en Varsovia (Polonia) en 2009

En 1999, Roldán González, Ruzzo Medina, Yotuel Romero y Livián Núñez (Flaco-Pro) se unieron para crear uno de los grupos de música más emblemáticos de la historia reciente de Cuba, los Orishas. De género hip hop latino, en sus canciones hay numerosas referencias a la tradición santera-yoruba.
También se hace referencia a la santería en la canción "Santería" en el álbum Sublime de la banda estadounidense del mismo nombre.